# Ernst Haeckel

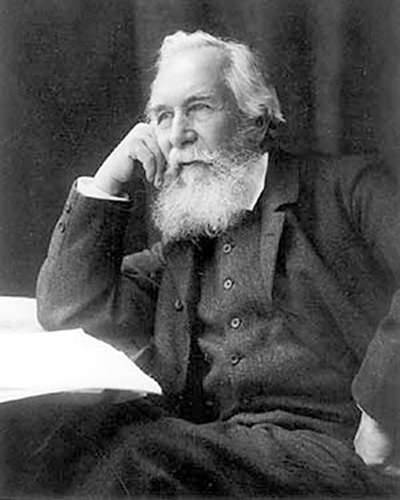
Ernst Haeckel

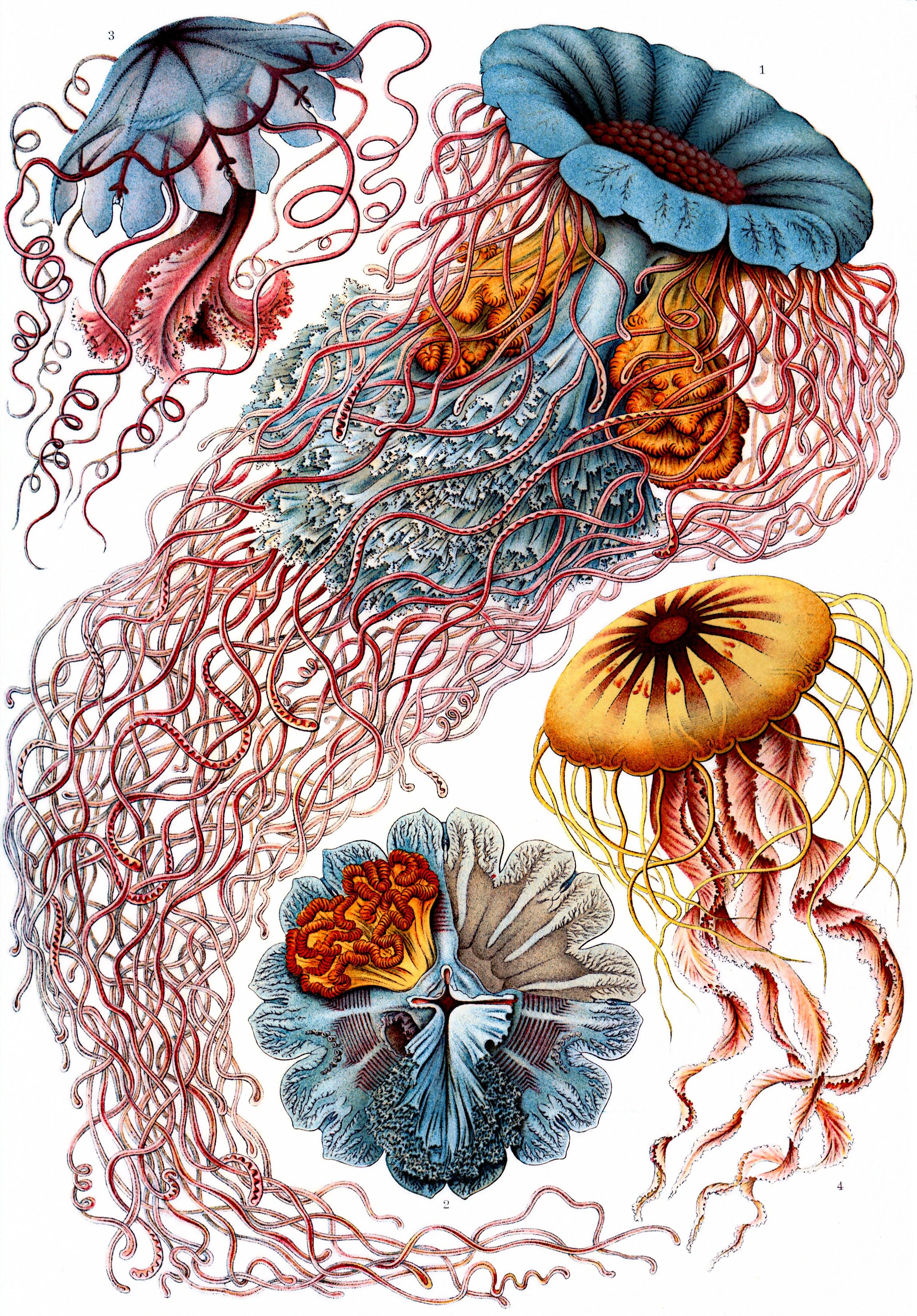
Discomedusae: Bildtafel Nr. 8 aus Kunstformen der Natur, 1899.
Haeckel beschrieb und zeichnete Quallen (Medusen) und andere Meeresorganismen. Eine besonders schöne Art, die hier zu sehen ist, hat er nach seiner ersten Frau Anna Sethe benannt: Desmonema annasethe.

Ernst Heinrich Philipp August Haeckel (* 16. Februar 1834 in Potsdam; † 9. August 1919 in Jena) war ein deutscher Zoologe, Philosoph, Zeichner und Freidenker sowie Hochschullehrer in Jena, der ab den 1860er Jahren die Ideen von Charles Darwin zu einer speziellen Abstammungslehre ausbaute. Er trug durch seine populären Schriften und Vorträge sehr zur Verbreitung des Darwinismus in Deutschland bei, den er im Gegensatz zu seinem Lehrer Rudolf Virchow wie seinem Gegner Emil Heinrich Du Bois-Reymond im Schulunterricht eingegliedert sehen wollte. Darüber hinaus erarbeitete er eine ausführliche embryologische Argumentation für die Evolutionstheorie und formulierte in diesem Zusammenhang das Biogenetische Grundgesetz.
Nach einer Ausbildung als Arzt wandte Haeckel sich der vergleichenden Anatomie zu und wurde Professor für Zoologie. Er prägte einige heute geläufige Begriffe der Biologie wie Stamm oder Ökologie. Auch bezeichnete er die Politik als angewandte Biologie. Er propagierte den Entwicklungs-Monismus mit dem Anspruch einer naturphilosophischen Weltanschauung auf naturwissenschaftlicher Grundlage und war Kopf und Identifikationsfigur (zeitgenössisch Monistenpapst) der zugehörigen Bewegung, die sich ab 1906 im Deutschen Monistenbund in Jena organisierte.
Im Rahmen seiner Auseinandersetzungen mit der Übertragbarkeit rassischer Kategorien auf die gesellschaftliche Entwicklung des Menschen zählt Haeckel – hier klarer Gegner seines Lehrers Virchow – zu den schließlich entschiedenen Vertretern einer „eugenischen“ Sozialpolitik. Aufgrund seiner Überlegungen zur „künstlichen Züchtung“ des Menschen in modernen Gesellschaften gilt Haeckel als Wegbereiter der Eugenik und Rassenhygiene in Deutschland. Nationalsozialistische Ideologen zogen Ausschnitte seiner Aussagen später als Begründung für ihren Rassismus und Sozialdarwinismus heran, erklärten gleichzeitig aber wesentliche Teile von Haeckels Weltbild als unvereinbar mit der völkisch-biologistischen Sichtweise des Nationalsozialismus.

## Leben

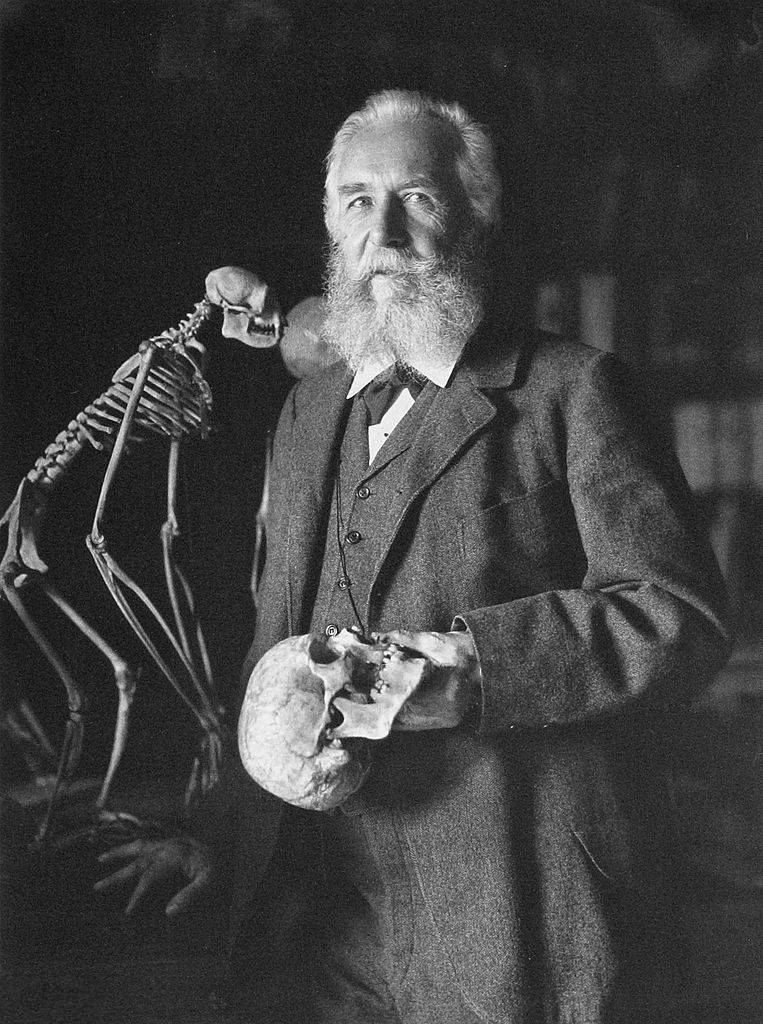
Ernst Haeckel

### Kindheit und Jugend
Ernst Haeckel wurde 1834 als zweiter Sohn des preußischen Juristen und Beamten Carl Haeckel (1781–1871) und seiner zweiten Ehefrau Charlotte, geb. Sethe (1799–1889), Tochter von Christoph von Sethe, geboren. Ein Jahr nach Haeckels Geburt zog die Familie nach Merseburg, einer Regierungsbezirkshauptstadt in der Provinz Sachsen, wo er die Bürgerschule und darauf das örtliche Domgymnasium besuchte. Durch die naturwissenschaftlichen Interessen seines Vaters und die gezielte Förderung seines Lehrers Otto Gandters kam Haeckel früh mit den Schriften von Matthias Jacob Schleiden, Alexander von Humboldt und Charles Darwin in Kontakt. Einer autobiographischen Skizze zufolge war insbesondere die Reiseliteratur Humboldts und Darwins entscheidend für Haeckels spätere Berufswahl.

### Studium
Nach dem Abitur 1852 nahm Haeckel das Studium der Medizin in Berlin auf, wechselte jedoch auf Drängen seines Vaters noch im selben Jahr an die Universität Würzburg, deren Medizinische Fakultät aufgrund der Professoren Albert Kölliker, Franz von Leydig und Rudolf Virchow einen hervorragenden Ruf besaß. Auch der Chirurg Cajetan von Textor, den der zu den kritischen Studenten zählende Haeckel als „kindisch“ und zuletzt als „untüchtig“ geworden bezeichnete, gehörte, wie auch der von ihm für seine Vorträge über Geschichte der Medizin 1853 hochgelobte Carl Friedrich von Marcus zu seinen akademischen Lehrern, ebenso wie der Arzt und Chemiker Johann Joseph von Scherer sowie in der Anatomie neben Kölliker auch Heinrich Müller, Franz von Leydig und Gottfried von Siebold. Bereits zu Beginn seines Medizinstudiums zweifelte Haeckel an seiner Eignung als praktisch tätiger Arzt. Mit dem Fach Chirurgie konnte er für sich nichts anfangen und hielt dieses (in einem Brief vom 14. Mai 1853 an seine Eltern) für „das Greulichste, was man sich denken kann.“ Gefördert und motiviert von Kölliker wendete er sich später den Naturwissenschaften zu. Zum Sommersemester 1854 immatrikulierte er sich erneut an der Universität Berlin.
Die von dem Anatomen und Physiologen Virchow, den Haeckel auch als Prosektor und als Prüfer im Fach Veterinärmedizin erlebte, entworfene Zellularpathologie wurde zu einem entscheidenden Element in Haeckels Denken (eine persönliche Freundschaft entwickelte sich zwischen Haeckel und Virchow aber nie). In bewusster Abgrenzung zur idealistischen Naturphilosophie erklärte Virchow, dass sich alle körperlichen Funktionen durch die Interaktion der Zellen erklären ließen. Diesen Ansatz fasste Haeckel als offensiv materialistisch auf, da er ohne die Annahme einer immateriellen Lebenskraft auskam und den Körper mechanistisch durch seine Zusammensetzung erklärte. Haeckel war begeistert von Virchows empirischen Erklärungsansätzen, sah in ihnen jedoch zugleich eine Gefahr für seinen Glauben. In einem 1856 verfassten Brief an seine Tante Bertha erklärte Haeckel, dass man zwischen den Bereichen des Wissens und des Glaubens unterscheiden müsse, da auch die erfolgreichsten wissenschaftlichen Erklärungen an ihre Grenzen stießen. An dieser Grenze beginne der christliche Glaube.
Im Jahr 1853 hielt Haeckel anlässlich eines von Studenten organisierten Fackelzugs für Virchow, der einen Ruf nach Zürich abgelehnt hat, eine Rede. 1856 wurde Haeckel Assistenzarzt bei Virchow in Würzburg und war dort mit Ernst Hoffmann und Friedrich Grohé einer der die Sektionsbücher Virchows führenden Assistenten. Zum Doktor der Medizin wurde er am 7. März 1857 in Berlin promoviert. Das bearbeitete Thema lautete De telis quibusdam astaci fluviatilis („Über die Gewebe des Flußkrebses“). Um sich in den klinischen Fächern weiter zu vervollkommnen, ging er anschließend nach Wien. Erst im August kehrte er nach Berlin zurück, und hier wurde ihm am 17. März 1858 die Approbation als praktischer Arzt, Wundarzt und Geburtshelfer erteilt. Um den Wünschen des Vaters zu genügen, eröffnete er im elterlichen Haus eine Arztpraxis, der aber keine lange Existenz beschieden war.

### Orientierung auf die Wissenschaft
Nach dem Abschluss seines Medizinstudiums hatte Ernst Haeckel geplant, die Habilitation bei dem Physiologen, Meeresbiologen, vergleichenden Anatom und Naturphilosophen Johannes Müller in Berlin, wo Haeckel bereits kurze Zeit Studienanfänger gewesen war, durchzuführen. Der überraschende und von Haeckel als Suizid interpretierte Tod Müllers zwang Haeckel zur Änderung seiner Pläne. Carl Gegenbaur, ein Freund aus Würzburg und neu berufener Professor in Jena, hatte Ernst Haeckel im Mai nach Jena eingeladen. Aus Anlass der 300-Jahr-Feier der Jenaer Universität weilte er erneut vor Ort und hier wurde ihm in einer vertraulichen Besprechung mit dem Kurator eine akademische Laufbahn in Aussicht gestellt. Vorab aber schlug Carl Gegenbauer Haeckel eine gemeinsame Italienfahrt vor, die gleichermaßen dem Ideal einer Bildungsreise und der Vorbereitung der Habilitation dienen sollte. Haeckel sagte zu, musste jedoch letztlich ohne den erkrankten Gegenbaur aufbrechen. Der erste Teil seiner Reise gestaltete sich nicht besonders erfolgreich. Von der religiösen Kunst, den Prozessionen und dem Papsttum abgestoßen, schrieb Haeckel an seine Verlobte Anna Sethe, dass er bei einem längeren Aufenthalt in Rom sicherlich zum Heiden werde. Auch der Aufenthalt am Golf von Neapel war zunächst von Rückschlägen bestimmt, und Haeckel wandte sich unter dem Einfluss Hermann Allmers der Kunst zu. Erst im November 1859 beschloss Haeckel, sich den Radiolarien zu widmen, einer Gruppe von einzelligen Tieren, an denen Johannes Müller unmittelbar vor seinem Tod gearbeitet hatte. In kurzer Zeit sammelte Haeckel 101 neue Arten.

### Erfolgreiche Wissenschaftskarriere
Haeckel las bereits ein Jahr nach dem ersten Erscheinen (1859) Charles Darwins „Über die Entstehung der Arten“. Am 4. März 1861 habilitierte sich Ernst Haeckel mit einer Schrift über die Strahlentierchen („Rhizopoda radiaria“) an der medizinischen Fakultät in Jena. Gut ein Jahr später wurde er außerordentlicher Professor für Zoologie an der Universität Jena, und im Wintersemester 1862/63 hielt er die erste Vorlesung über die Entwicklungstheorie Darwins. Zum selben Thema sprach er anlässlich der 38. Versammlung Deutscher Naturforscher und Ärzte am 19. September 1863. Bei der Erläuterung der Grundsätze der Darwinschen Lehre ging er sogar noch einen Schritt weiter als Darwin selbst zu dieser Zeit und schloss den Bogen bis zur Abstammung des Menschen und der Entstehung erster Lebensformen auf der Erde. Dabei galt ihm als Beweis für die Richtigkeit der Evolutionstheorie die „dreifache Parallele zwischen der embryologischen, der systematischen und der palaeontologischen Entwickelung der Organismen“. Im Dezember des Jahres wurde er mit dem Beinamen „Poli II.“ in die Akademie der Naturforscher Leopoldina aufgenommen. Insgesamt war Haeckel außerordentlich arbeitsam. Besonders nach dem Tod seiner ersten Frau Anna (1864), die unerwartet an einer Unterleibsentzündung verstorben war, stürzte er sich in seine Forschungen, arbeitete vielfach mehr als 18 Stunden am Tag. 1865 wurde an der philosophischen Fakultät in Jena eine ordentliche Professur für Zoologie eingerichtet, auf die er im Mai des Jahres berufen wurde. Im Juli verlieh ihm die Fakultät den Dr. phil. ehrenhalber.
Im September 1866 schloss Haeckel die Arbeit an seiner Generellen Morphologie der Organismen ab. Von Herbst 1866 bis 1867 unternahm er eine Reise zu den Kanarischen Inseln und nahm dort an der winterlichen Erstbesteigung des Teide teil. Auf der Hinreise, die ihn über London führte, traf er am 21. Oktober 1866 erstmals mit Charles Darwin, Thomas Huxley und Charles Lyell zusammen. „Ich fand“ ließ Haeckel in einem anschließenden Brief an seine Freunde verlauten, „Darwin und ebenso auch Huxley ganz so, wie ich sie mir nach unserer Correspondenz vorgestellt hatte.“
Kurz nach seiner Rückkehr von den Kanarischen Inseln erschien Haeckels Natürliche Schöpfungsgeschichte, in der die Grundaussagen der generellen Morphologie in populärwissenschaftlicher Form verbreitet wurden. Sein Ziel war, einem Leserkreis auch mit elementarer Schulbildung zu erklären, dass sich hier ein Umbruch im Denken der Menschheit zu ihrer eigenen Herkunft und Entwicklung vollzog. Wenige Jahre später (1889) lag bereits die 8. Auflage dieses Buches in zwei Bänden vor. 1869 reiste er nach Norwegen, 1871 nach Dalmatien, 1873 nach Ägypten, in die Türkei und nach Griechenland. Hier ging es um Untersuchungen zum Tierstamm der Kalkschwämme, Korallen und der Echinoderme. Im Ergebnis dieser Forschungsreisen erschien 1872 die dreibändige Monographie „Die Kalkschwämme (Calcispongae)“ mit einem Atlas von über 60 Bildtafeln. Erstmals prägte Haeckel hier den Begriff des „Biogenetischen Grundgesetzes“. Mit Hilfe seiner Untersuchungsergebnisse zu den einzelnen Entwicklungsstufen der Schwämme entschlüsselte er das Naturprinzip der Entwicklung aller höheren Tierarten und ermöglichte somit die Weiterentwicklung der Darwinschen Theorie. Auch Darwin hatte nun seine frühere Zurückhaltung in der Frage der menschlichen Herkunft mit dem 1871 erschienenen Werk Die Abstammung des Menschen und die geschlechtliche Zuchtwahl aufgegeben.
Von 1876 an unternahm Haeckel zahlreiche Vortragsreisen durch Deutschland, um die neuen wissenschaftlichen Entdeckungen zur Evolutionstheorie zu popularisieren. Im Oktober desselben Jahres fand ein zweites Treffen mit Charles Darwin statt. Wiederum trat er dazu an den periodisch stattfindenden „Versammlungen Deutscher Naturforscher und Ärzte“ auf. Auf der 50. Zusammenkunft dieses Kreises in München stand sein Vortrag unter dem Titel „Die heutige Entwicklungslehre im Verhältnis zur Gesamtwissenschaft“. Als er die Bedeutung des Entwicklungsgedankens auch für die anderen Wissenschaften, besonders aber die Biologie, erörterte, geriet er in Kontroverse zu seinem so verehrten Lehrer und früheren Förderer Rudolf Virchow. Ausführlich erörterte er die tierische Abstammung des Menschen und forderte, diese Lehre in die Bildungsmittel der Schulen einfließen zu lassen. Gerade das stellte Virchow in Frage, unterstellte der Evolutionstheorie staatsgefährdende Tendenzen und verweigerte seine Unterstützung durch seine politische Autorität, die Öffnung der Schulgesetze in diese Richtung voranzutreiben. Aber auch aus den kirchlich orientierten Kreisen gab es zunehmend Widerstand, aufgrund dessen die Schriften von Darwin und Haeckel an den höheren Schulen schließlich verboten wurden. Im Endeffekt wurde 1882 in Preußen sogar der Biologieunterricht in den oberen Klassenstufen per Gesetz abgeschafft.
Weitere Reisen ab 1879 führten Ernst Haeckel unter anderem nach England und Schottland, wo er noch einmal Charles Darwin begegnete. Bei diesem Zusammentreffen verstärkte sich Haeckels Überzeugung, dass Darwin vom sonstigen wissenschaftlichen Leben inzwischen zurückgezogen agierte. Darwins öffentliche Auftritte konnte man an einer Hand abzählen, und den Rummel um seine Person betrachtete er nur mit großer Distanz. Haeckel folgerte daraus, er selbst müsse noch mehr tun, um die ihm wichtigen und bahnbrechenden Erkenntnisse in die Öffentlichkeit zu tragen. Trotz der aufreibenden Kämpfe um den Entwicklungsgedanken und der Zunahme seiner populärwissenschaftlichen Aktivitäten vernachlässigte Ernst Haeckel die eigene Forschungsarbeit nicht. Von 1881 bis 1882 bereiste er erstmals die Tropen, unter anderem auch die Insel Ceylon. Während dieser Reise erfuhr er vom Tod Charles Darwins am 19. April 1882. Nach seiner Rückkehr forderte Haeckel an der 55. Versammlung deutscher Naturforscher im September 1882 in Eisenach in seinem dem Gedächtnis an Darwin gewidmeten Vortrag, die Entwicklungslehre breiter zu publizieren und als Schulstoff einzuführen.
In den Jahren von 1882 bis 1883 erfolgte der Aufbau eines Zoologischen Instituts an der Universität Jena sowie der Bau des zukünftigen Wohnhauses von Ernst Haeckel, der „Villa Medusa“ in Jena, Berggasse 7. Im Wintersemester 1884 war er zum zweiten Mal Prorektor der Universität. Im selben Jahr erhielt er die Ehrendoktorwürde der Universität Edinburgh. Am 7. Januar 1885 stiftete Paul von Ritter (1825–1915) Haeckel zu Ehren der Universität Jena 300.000 Reichsmark. Damit wurden zwei Extraordinariate eingerichtet: 1886 die Ritter-Professur für Phylogenie und 1894 die Haeckel-Professur für Geologie und Paläontologie. Ernst Haeckel schloss 1889 die 1879 begonnene dreibändige Monographie über die Medusen ab. Die Grundlage dafür bildete das Material der englischen Tiefsee-Expedition Challenger-Expedition aus den Jahren 1872–1876. Haeckel gehörte zu den 76 ausgewählten Wissenschaftlern, denen das Material zur Auswertung übergeben worden war.

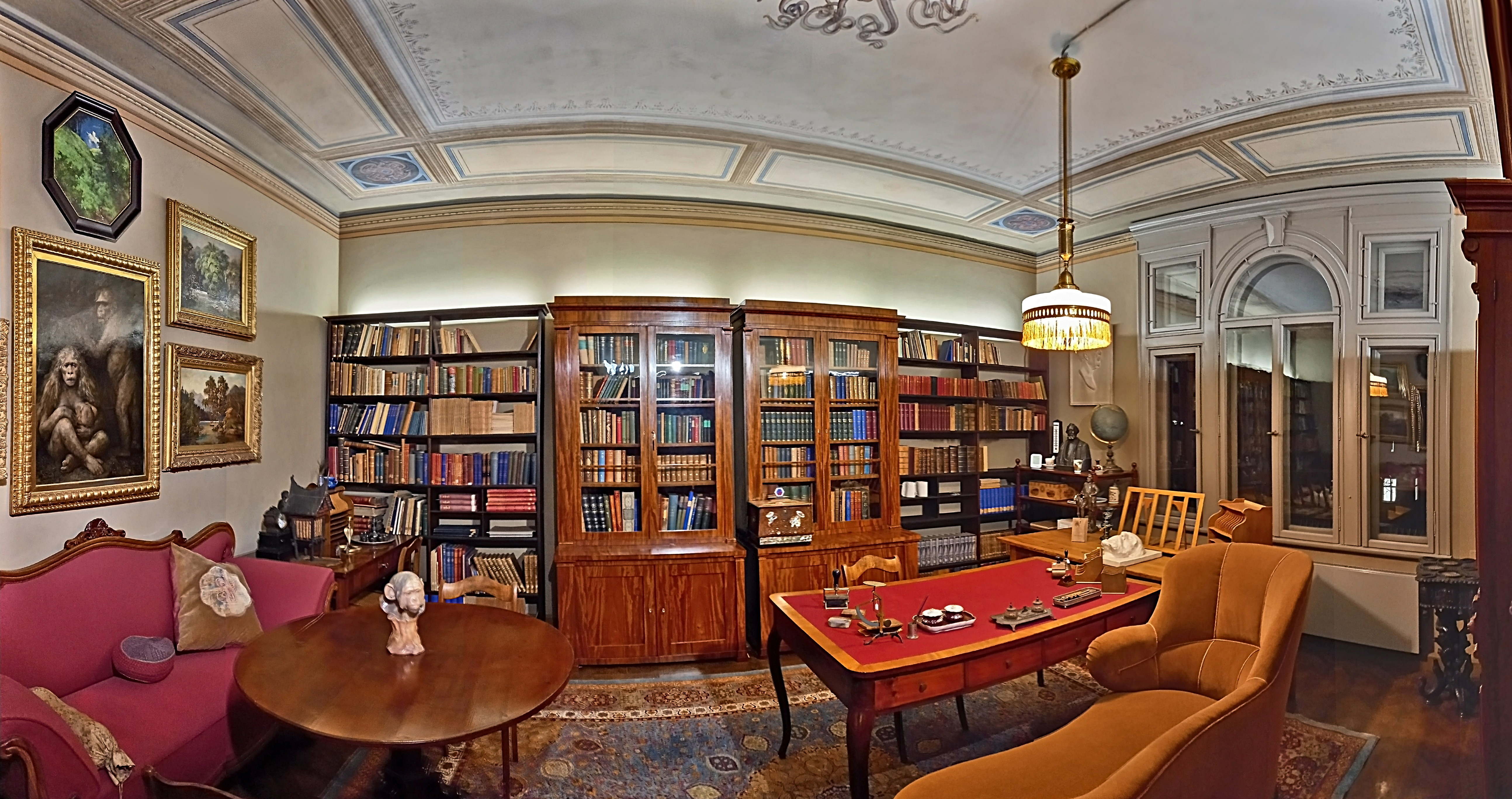
Das Arbeitszimmer in der Villa Medusa, Jena, 2024

1887 reiste Haeckel nach Palästina, Syrien und Kleinasien, 1890 nach Algerien, 1897 durch Südfinnland und Russland, 1899 nach Korsika und 1900 zum zweiten Mal in die Tropen. In dieser Zeit begann auch seine Freundschaft mit Frida von Uslar-Gleichen (1864–1903).
Ernst Haeckel betätigte sich auch politisch: So war er Mitbegründer des Alldeutschen Verbandes und wurde 1905 Ehrenmitglied der Gesellschaft für Rassenhygiene, ebenso war er ab 1889 Ehrenmitglied des korporativen „Medizinischen Vereins“ der Universität Jena (heute Landsmannschaft Rhenania zu Jena und Marburg).
Um seine monistische Weltanschauung zu verbreiten, gründete Haeckel 1906 den Monistenbund am Jenaer Zoologischen Institut. Daneben setzte er sich für den Pazifismus ein, etwa indem er 1910 zusammen mit anderen bedeutenden Persönlichkeiten wie Friedrich Naumann und Max Weber einen in deutschen Zeitungen veröffentlichten „Aufruf zur Begründung eines Verbandes für internationale Verständigung“ unterzeichnete, der Abkommen mit anderen Nationen fördern sollte, um den Weltfrieden zu garantieren.
1907 unternahm der Forscher seine letzte große Reise nach Schweden. 1908 stiftete Ernst Haeckel das Phyletische Museum in Jena. Ein Jahr später, 1909, endete Haeckels Lehrtätigkeit, und er trat 1910 aus der evangelischen Kirche aus. Als Begründung für diesen Schritt veröffentlichte er den Artikel Mein Kirchenaustritt und untermauert seine Argumente mit der Schrift „Sandalion. Eine offene Antwort auf die Fälschungen der Jesuiten“ im selben Jahr.

### Familie
Nach der Ernennung zum außerordentlichen Professor im Juni 1862 verehelichte Haeckel sich am 18. August in Berlin mit seiner langjährigen Verlobten Anna Sethe (* 1835), einer Nichte seiner Mutter; Annas Schwester Hermine (1829–1866) war mit Ernsts Bruder Karl (1824–1897) verheiratet. Die junge Ehe endete mit Annas überraschendem Tod am 16. Februar 1864 (seinem 30. Geburtstag). Er schloss am 20. August 1867 eine zweite Ehe mit Agnes Huschke (* 26. Oktober 1842), Tochter von Emma Huschke geb. Rostoski (1809–1880), der Witwe des Anatomen Emil Huschke (1797–1858). Agnes starb nach langer, nicht immer einfacher Ehe am 21. April 1915. Ihre Urne wurde im Erbbegräbnis ihrer elterlichen Familie in Jena beigesetzt.
Der Ehe entstammten drei Kinder:
- Walter (* 29. September 1868[41]; † 1939) war als Maler tätig. Nachdem Bücher über Haeckels erste Ehe (1921 und 1927) und – auf seine Veranlassung – über Haeckels Freundschaft mit Frida von Uslar-Gleichen (1927) erschienen waren, verfasste er 1929 eine Darstellung von Haeckels zweiter Ehe. Er bereitete auch die Publikation des Briefwechsel zwischen seinen Eltern vor, musste die Durchführung aber seinem Cousin Konrad Huschke (1950) überlassen.
- Elisabeth „Lisbeth“ (* 10. Januar 1871;[42] † 1948[43]) heiratete 1891 den Professor, Geographen und Forschungsreisenden Hans Meyer. Ihre Tochter:
  - Elisabeth Margarethe „Else“ Meyer (1894–1975), Lieblingsenkelin von Ernst Haeckel, führte ihm nach dem Tod seiner Frau Agnes 1915 bis zu ihrer Eheschließung 1917 den Haushalt.[43]
- Emma (* 6. Oktober 1873[44]) war nach den Worten ihres Bruders „ein in ihrer geistigen wie körperlichen Entwicklung zurückgebliebenes armes Wesen“. Ab 1903 lebte sie in Pflegeheimen; ab 1910 stand sie unter Vormundschaft, die von Konrad Huschke geführt wurde. Sie starb am 14. Dezember 1946 in Apolda; ihre Urne wurde bei ihrer Mutter im Jenaer Erbbegräbnis beigesetzt.[45]

Ernst Haeckel erlitt 1911 bei einem Sturz einen Oberschenkelhalsbruch und konnte sich nur noch mit Krücken vorwärtsbewegen. 1918 verkaufte er die Villa Medusa an die Carl-Zeiss-Stiftung.
Er starb am 9. August 1919 in dieser Villa.

## Die Hauptwerke

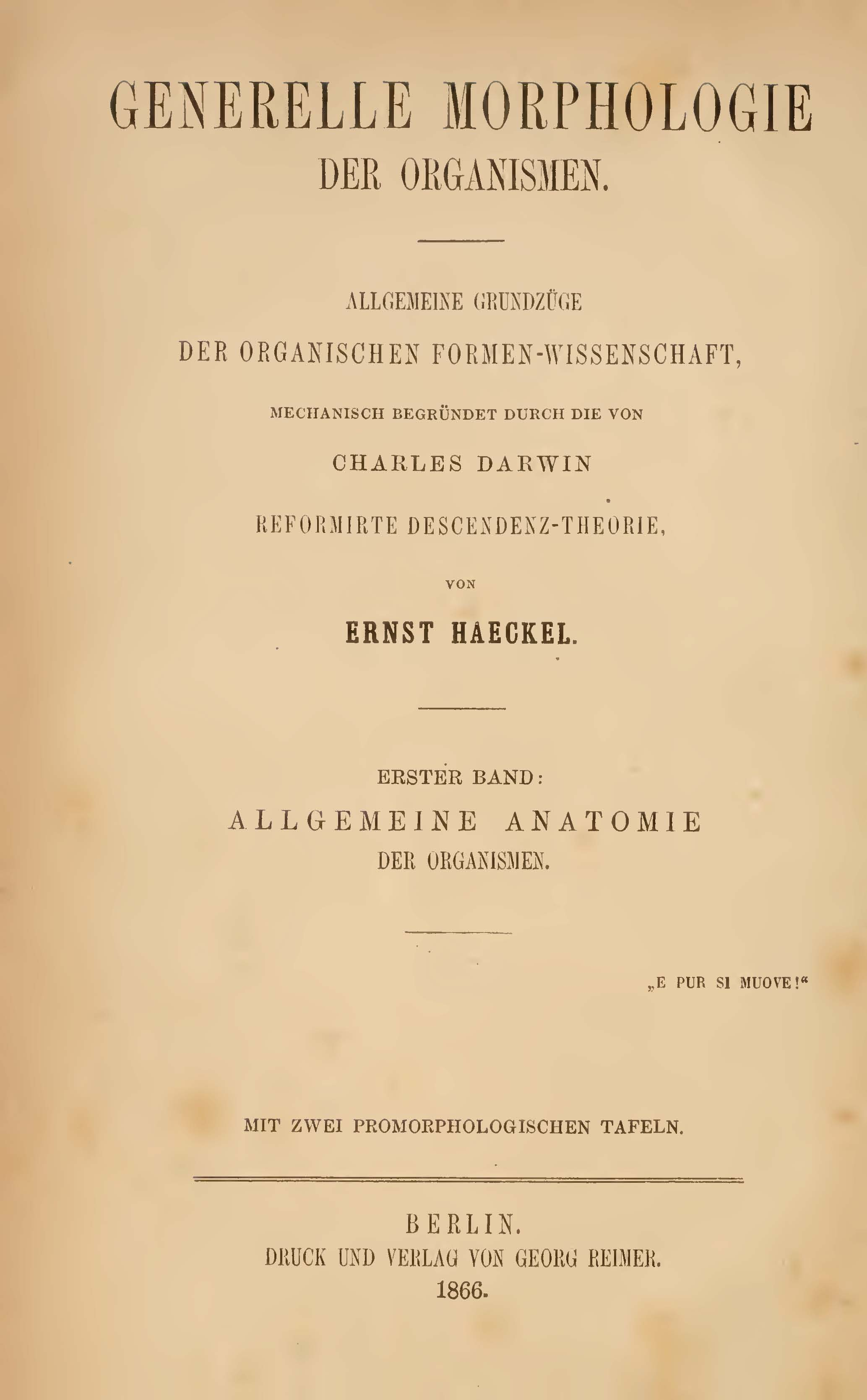
Generelle Morphologie der Organismen (Berlin 1866): In diesem Werk definierte Haeckel den Begriff Ökologie

### Meeresbiologische Monographien
Ernst Haeckels Werke, die seinen Ruf in der Fachwelt begründeten, sind grundlegende meeresbiologische Monographien über Radiolarien (1862, 1887), Kalkschwämme (1872), Medusen (1879–1880) und Staatsquallen (1869, 1888). Diese Arbeiten brachten ihm letztlich die Berufung zum Professor, später zum ersten Ordinarius für Zoologie in Jena ein. Bei der Beschreibung der von der britischen Challenger-Expedition gesammelten Radiolarien benannte Haeckel über 3500 neue Arten. Sein Teil des Challenger-Reports umfasst drei Bände mit 2750 Druckseiten und 140 detaillierten Bildtafeln.
Haeckel war nicht nur ein hervorragender Forscher, sondern auch ein begnadeter Zeichner, wie sämtliche aus seiner Hand stammenden Darstellungen und Bildtafeln auch heute noch durch ihre Naturtreue und Plastizität eindrucksvoll belegen. Diese besitzen aufgrund ihrer Materialfülle auch heute noch wissenschaftlichen Wert.

### Generelle Morphologie (1866)
Nach 1859 nahm Haeckel die Gedanken von Darwins Entstehung der Arten auf. Haeckels Generelle Morphologie (1866) war epochemachend, Beginn zahlreicher noch folgender Synthesen verschiedener Teilgebiete der Biologie im Rahmen der Evolutionstheorie. Haeckel verknüpft biologische und weltanschauliche Aspekte dabei. Er leitete jedes Kapitel mit einem Goethezitat ein, das Schlusskapitel, unter dem Titel Gott in der Natur (Amphitheismus und Monotheismus) führte bereits in den Monismus als reinsten Monotheismus ein.
Nach der Generellen Morphologie begann Haeckel zunehmend gemeinverständliche, also an Laien gerichtete Bücher – oft verschriftlichte Vortragsreihen – zu publizieren. Diese gingen vom Gedanken der Abstammungslehre aus und thematisierten sowohl wissenschaftliche als auch philosophische und theologische Aspekte, was Haeckel unter anderem heftige Attacken unter anderem seitens Emil Heinrich Du Bois-Reymond eintrug.

### Natürliche Schöpfungsgeschichte (1868)

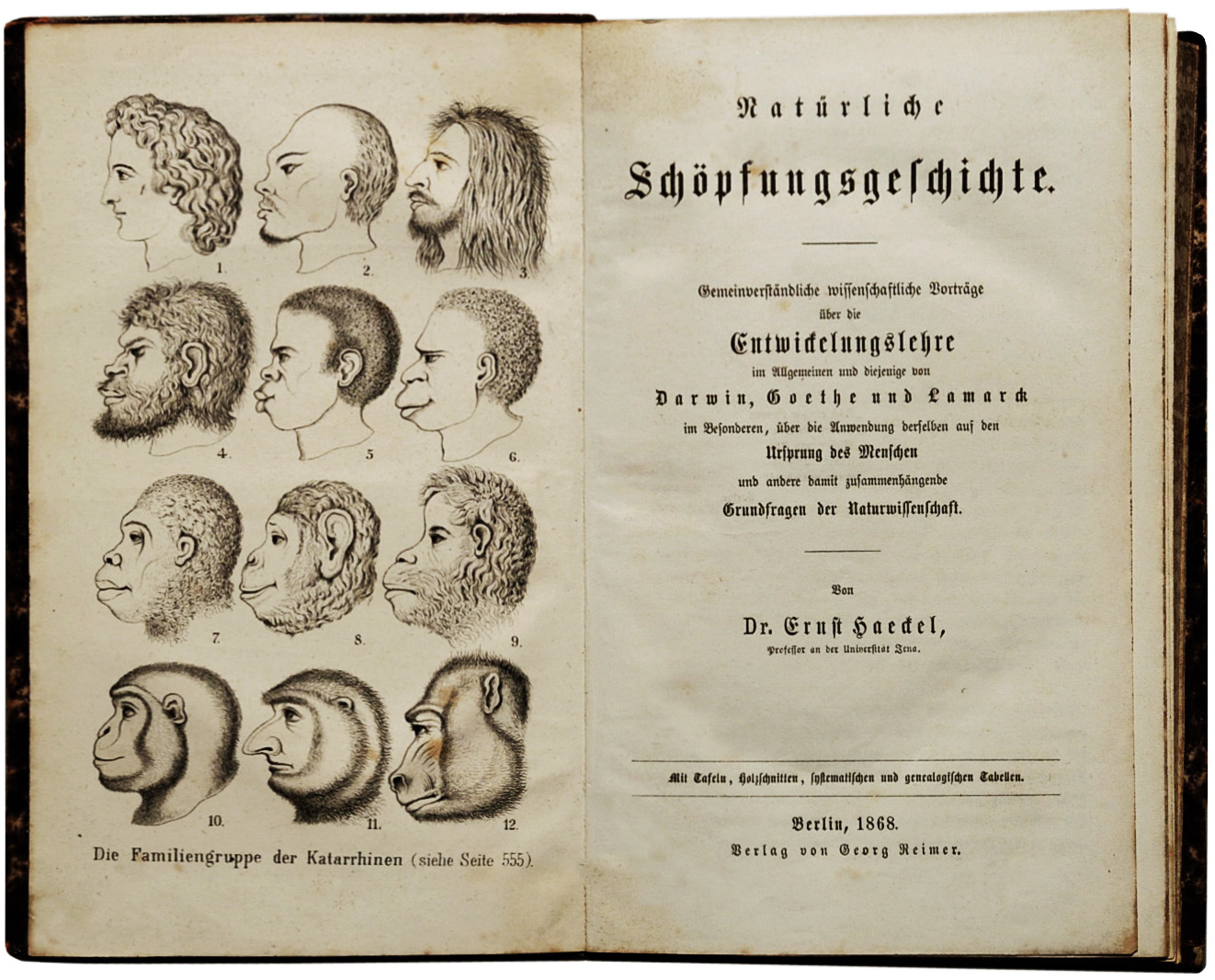
Erstdruck

Mit der Natürlichen Schöpfungsgeschichte (1868) unternahm Haeckel den ersten Versuch, seine in der Generellen Morphologie entwickelten Gedanken auch für Laien verständlich zusammenzufassen. Trotz der großen Mängel, die Haeckel später bemerkte, erlebte die Natürliche Schöpfungsgeschichte bis zur Publikation der Welträthsel (1899) neun Auflagen und wurde in zwölf Sprachen übersetzt. Die Welträthsel und die Lebenswunder (1904) setzten diese Linie fort, überschritten jedoch zunehmend den Rahmen der Deutung biologischer Tatsachen im Kontext der Evolutionstheorie.
Unter anderem spekulierte er in diesem Werk über den Erdteil, in dem sich der Mensch entwickelt hatte. Haeckel ging davon aus, dass „die meisten Anzeichen auf das südliche Asien“ hindeuteten, räumte aber zugleich ein: „Vielleicht war aber auch das östliche Afrika der Ort, an welchem zuerst die Entstehung des Urmenschen aus den menschenähnlichen Affen erfolgte; vielleicht auch ein jetzt unter den Spiegel des indischen Oceans versunkener Kontinent [→ „Lemuria“], welcher sich im Süden des jetzigen Asiens einerseits östlich bis nach den Sunda-Inseln, andrerseits westlich bis nach Madagaskar und Afrika erstreckte.“ Den hypothetischen Urmenschen nannte Haeckel „Homo primigenius oder Pithecanthropus primigenius“.

### Anthropogenie (1874)

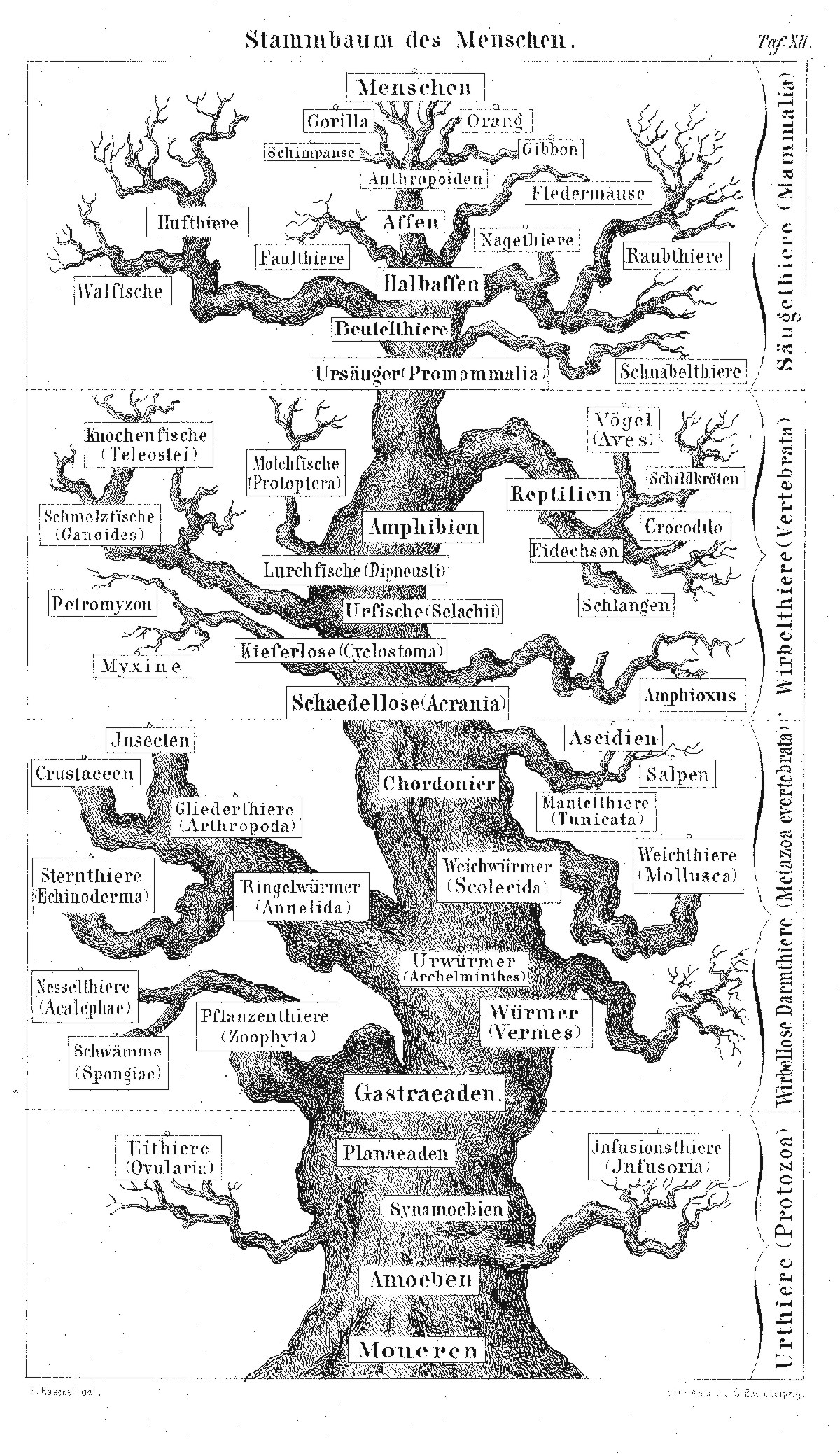
Stammbaum des Menschen nach Haeckel (1874)

Haeckel wendet in seiner Schrift Anthropogenie (1874, rund 730 Seiten) die in der Generellen Morphologie entwickelten Methoden auf den Menschen an. Nach einer historischen Einleitung in die Geschichte der Evolutionstheorien untersucht er die Ontogenese des Menschen und erläutert dessen Entstehung aus der Eizelle, die Befruchtung, die Anlage der Keimblätter und den Blutkreislauf. Der dritte Abschnitt umfasst die Stammesgeschichte oder Phylogenie. Hier stellt Haeckel zunächst einfache Wirbeltiere vor, dann verschiedene Stufen der Ahnenreihe des Menschen:
I. vom Moner zur Gastraea,
II. vom Urwurm bis zum Schädelthier,
III. vom Urfisch bis zum Amnionthier (Gruppe aus Reptilien, Vögeln und Säugern) und
IV. vom Ursäuger bis zum Affen.
Der vierte Abschnitt behandelt die Entwicklungsgeschichte einzelner Organsysteme: Hautdecke und Nervensystem, Sinnesorgane, Bewegungsorgane, Darmsystem, Gefäßsystem und Urogenitalsystem. Es folgt ein zusammenfassendes Kapitel, in welchem Haeckel die dualistische Auffassung, besonders den Schöpfungsglauben und die Auffassung von einer von den Hirnfunktionen unabhängigen Seele, für widerlegt erklärt und seinen Monismus in kurzen Zügen umreißt. (Nahezu zeitgleich zu Haeckels Buch erschien Darwins Schrift Die Abstammung des Menschen und die geschlechtliche Zuchtwahl, die sich methodisch allerdings völlig anders ausrichtete.)

### Die Welträthsel(1899)

Titelblatt der Erstausgabe

Um 1900 endete Haeckels wissenschaftliche Arbeit; danach popularisierte er im Grunde nur noch seine eigenen Gedanken. Es erschienen Reiseberichte und ein Band mit Aquarellen. Den wichtigsten Überblick über Haeckels populäre Schriften bietet eine posthum erschienene sechsbändige Ausgabe der Gemeinverständlichen Werke. Auflagenstärkstes Buch wurde der Weltbestseller Die Welträthsel von 1899.
Mit diesen „Gemeinverständlichen Studien über monistische Philosophie“ (Untertitel) stellt Haeckel den zeitgenössischen Forschungsstand in vielen Einzelwissenschaften dar und bietet zugleich eine philosophisch-weltanschauliche Deutung. In 20 Kapiteln behandelt er umfassend die Gegenstände Mensch, Seele, Welt und Gott. Er betrachtet sowohl die „Keimesgeschichte“ der Seele als auch ihr unsterbliches Wesen, blickt auf die „Entwicklungsgeschichte der Welt“, setzt sich mit dem Verhältnis von Wissenschaft und Christentum auseinander und empfiehlt eine „monistische Sittenlehre“. Das letzte Kapitel dieser Gesamtschau verspricht gar die „Lösung der Welträtsel“. In diversen Anhängen nimmt Haeckel unter anderem zu Immanuel Kant und zur Erkenntnistheorie Stellung.

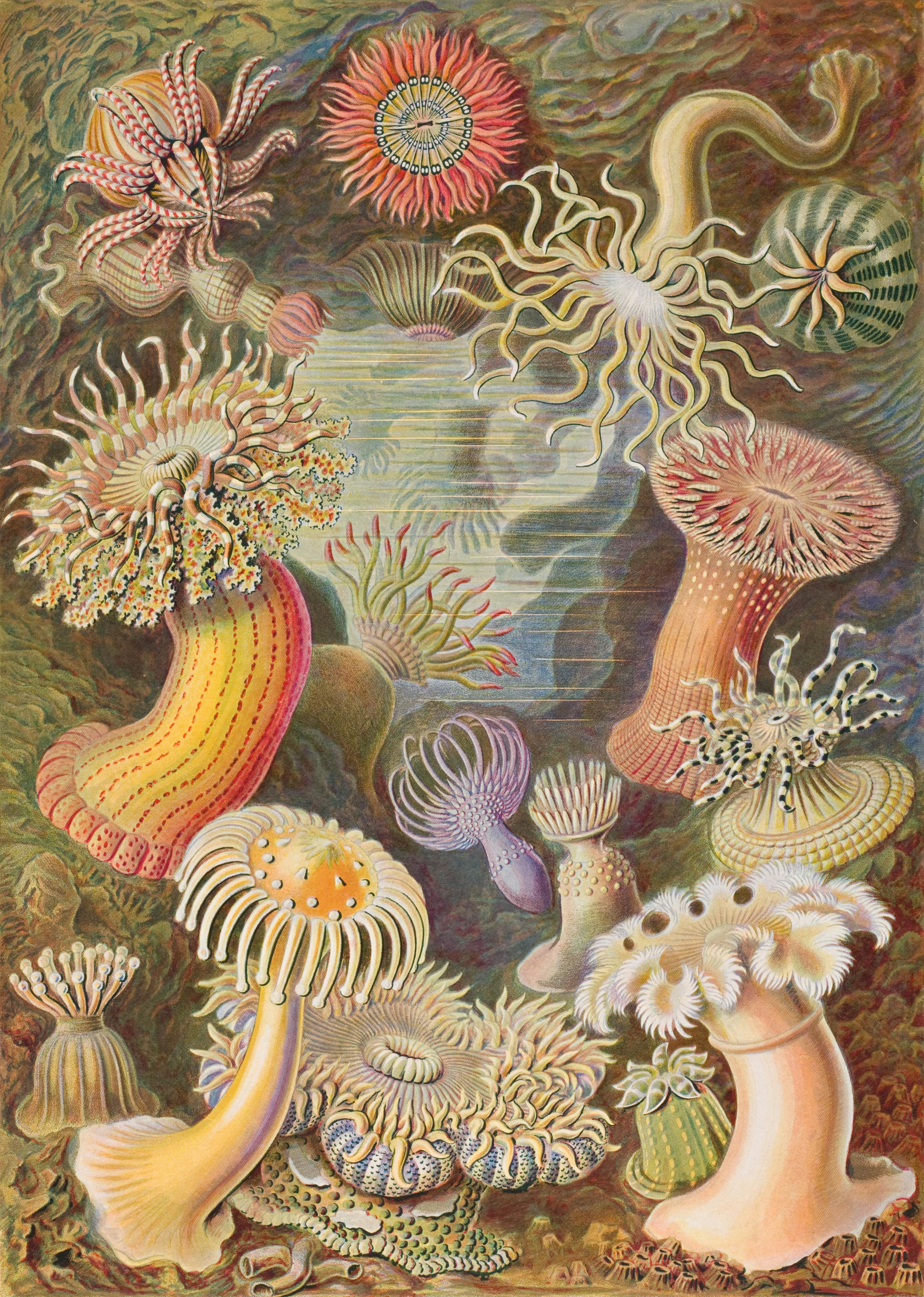
Seeanemonen: Bildtafel Nr. 49 aus Kunstformen der Natur, 1899

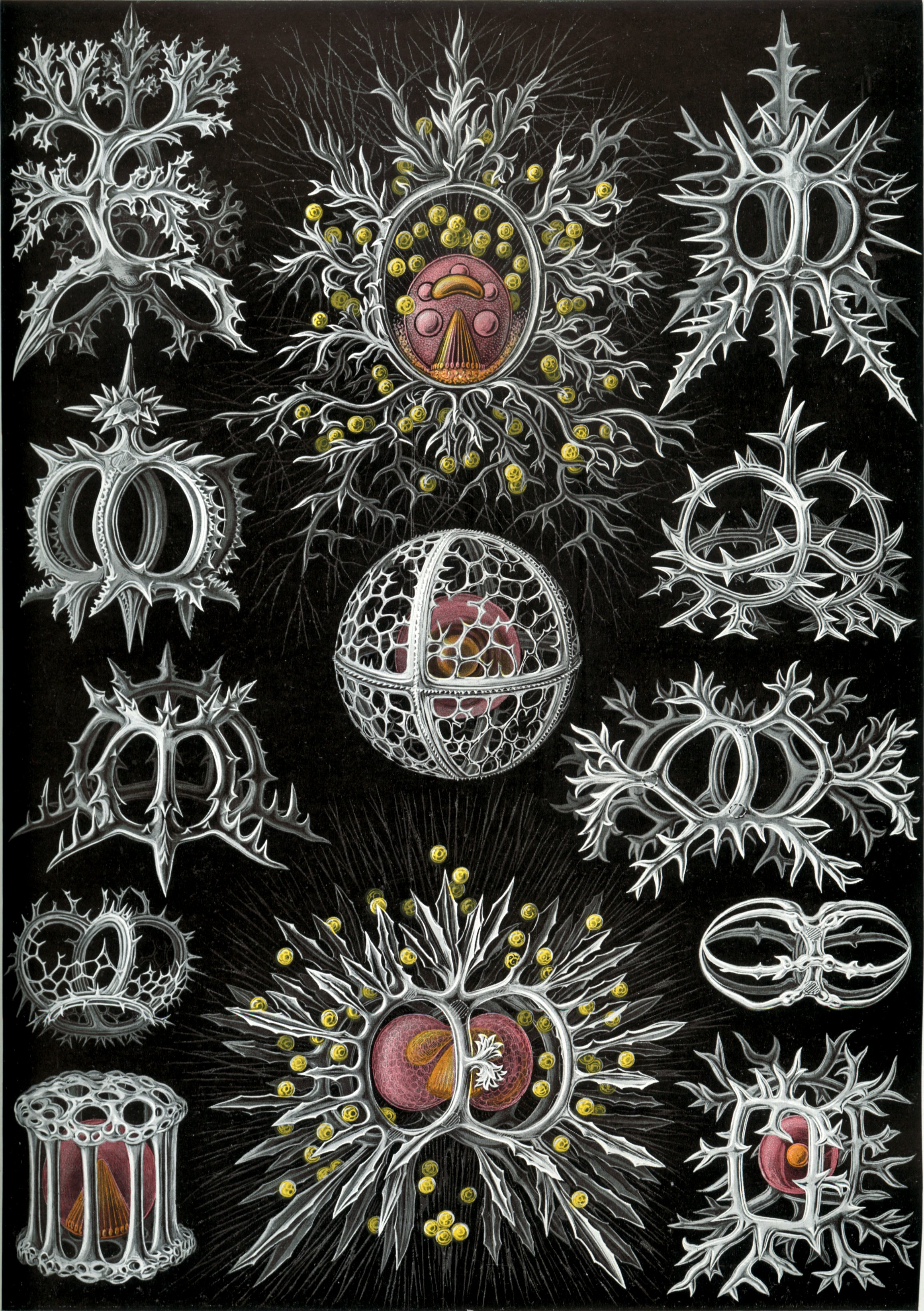
Radiolarien (Strahlentierchen): Bildtafel Nr. 71 aus Kunstformen der Natur, 1899

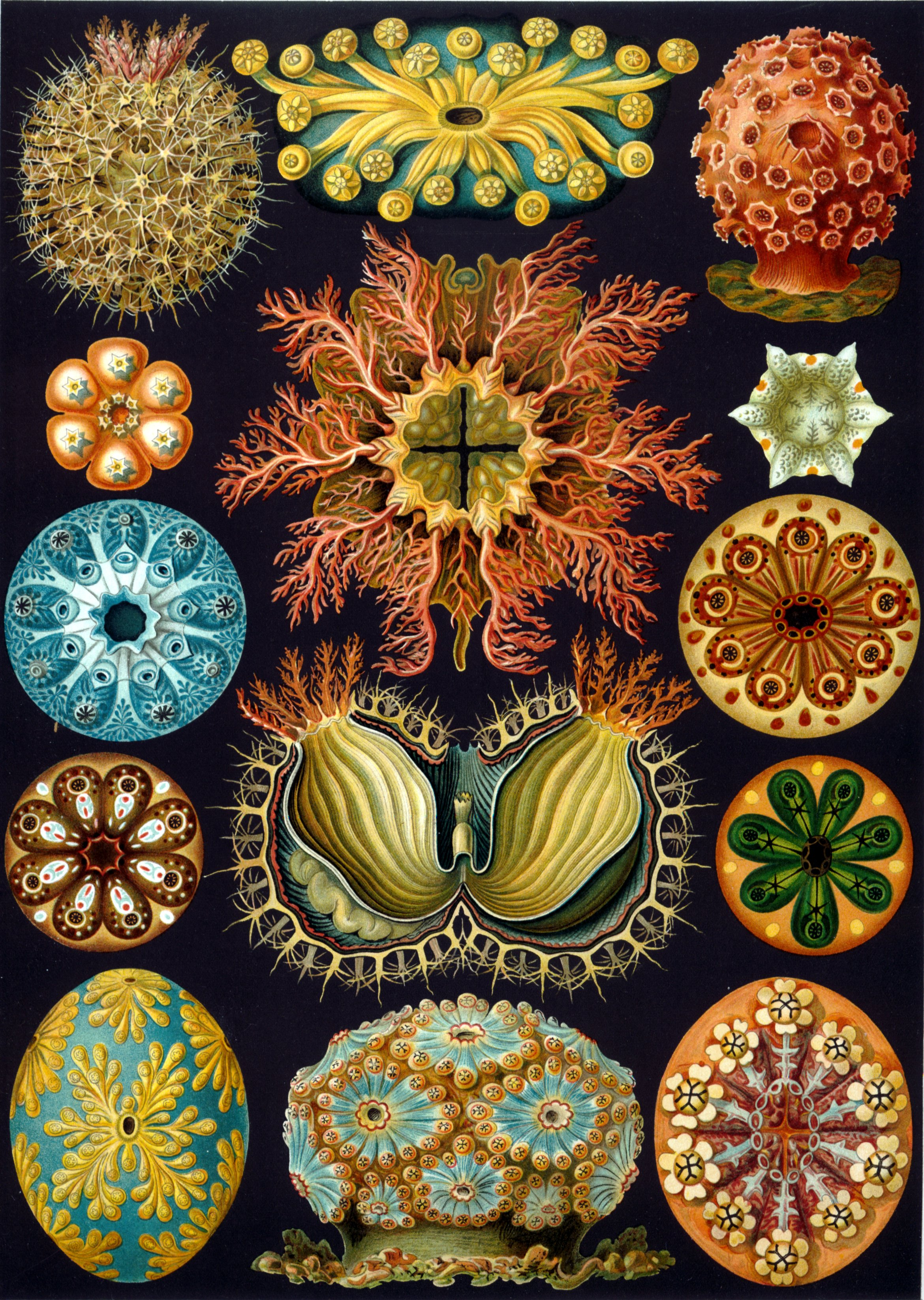
Ascidiacea: Bildtafel Nr. 85 aus Kunstformen der Natur, 1904

### Kunstformen der Natur (1899–1904)
Haeckel sah die Biologie in vielem mit der Kunst verwandt. Seine künstlerische Begabung wurde durch Symmetrien in der Natur stark angesprochen, unter anderem der von Einzellern wie den Radiolarien. Schon in seinen wissenschaftlichen Monographien hatte Haeckel die biologische Welt in eindrucksvoller Schönheit dargestellt. Seine populären Kunstformen der Natur, die er von 1899 bis 1904 in mehreren Heften veröffentlichte, gehörten – wie Brehms Tierleben – in den Haushalt eines jeden Bildungsbürgers. Besondere Berühmtheit erlangten seine Abbildungen von Planktonorganismen und Quallen.
Haeckels Darstellungen beeinflussten die Kunst des beginnenden 20. Jahrhunderts. So beruhen die Glaslüster im Ozeanischen Museum Monaco von Constant Roux ebenso auf Vorlagen Haeckels wie das monumentale Tor des französischen Architekten René Binet auf der Weltausstellung Paris 1900. Binets von Haeckel inspiriertes Tafelwerk Esquisses décoratives wurde zu einer Grundlage des Art nouveau (Jugendstil).
Auch Haeckels Wohnhaus (Villa Medusa, heute das Ernst-Haeckel-Museum) und das von ihm gestiftete Gebäude des Phyletischen Museums, beides in Jena, führen Kunst und Wissenschaft zusammen, in dem z. B. Ornamente der Fassade und Innenausstattung Tafelwerke zu den Medusen zitieren.

## Wissenschaftliche und weltanschauliche Positionen

### Evolution
Haeckel postulierte den gemeinsamen Ursprung aller Organismen, wobei er allerdings die Abstammung aus dem Bereich dreier Gruppen für wahrscheinlich hielt. Inspiriert durch den Linguisten August Schleicher, mit dem er in Jena eng befreundet war, führte er Stammbäume zur Darstellung des historischen Verlaufes der Evolution in die Biologie ein. Diese Idee gilt heute als überholt; stattdessen verwenden aktuelle Systematiken Kladogramme und Phylogramme.
Haeckels Beobachtungen der Parallelen zwischen individueller Entwicklung (Ontogenese) und Stammesentwicklung (Phylogenese) waren Grundlage für die Postulierung eines kausalen Zusammenhangs. Haeckels biogenetische Grundregel lässt sich in dem Satz zusammenfassen: „Die Ontogenese rekapituliert die Phylogenese.“ Die bereits von Baer gemachte Beobachtung, dass sich frühe Ontogenese-Stadien nahe verwandter Organismen stärker ähneln als die späteren Adultformen, ist nach wie vor gültig. Die von Haeckel daraus gezogene Schlussfolgerung eines kausalen Zusammenhangs ist jedoch lange umstritten gewesen und wird von Biologen inzwischen weitgehend abgelehnt. Die übereinstimmenden Grundmerkmale phylogenetisch verwandter Organismen lassen sich im Rahmen der Evolutionstheorie verstehen, da neue Merkmale in der Regel auf bereits existierenden Merkmalen aufbauen.
Bei der Erörterung der Stellung des Menschen unter den Säugetieren argumentierte Haeckel dafür, dass es (auch) im geistig-seelischen Bereich keine kategoriale Scheidung zwischen Menschen und Tieren gibt. Dabei hob er eine Einschätzung hervor: „Mit Bezug auf alle einzelnen Seelen-Erscheinungen können wir […] fomuliren, dass die Unterschiede zwischen den höchsten und den niedersten Menschen grösser sind, als diejenigen zwischen den niedersten Menschen und den höchsten Thieren.“
Haeckels Eintreten für die Evolution als Unterrichtsthema führten in den 1870er und 1880er Jahren zu mehreren, auch politisch ausgetragenen Kontroversen. Haeckel sprach sich im Gegensatz zu Emil Heinrich Du Bois-Reymond und Rudolf Virchow für eine Einbeziehung in den Schulplänen aus, was von der SPD, unter anderem August Bebel 1878 im Reichstag, mit dem Hinweis auf das systematische Bündnis zwischen Sozialdemokratie und Darwinismus hervorgehoben wurde – Virchow hielt dies aus ebensolchen Gründen für politisch bedenklich.

### Monismus
Philosophisch verfocht Haeckel eine monistische Naturphilosophie, unter der er eine „Einheit von Materie und Geist“ verstand. So schrieb er in Die Welträtsel:
„Die Verschmelzung der anscheinenden Gegensätze, und damit der Fortschritt zur Lösung des fundamentalen Welträthsels, wird uns aber durch das stetig zunehmende Wachsthum der Natur-Erkenntniß mit jedem Jahre näher gelegt. So dürfen wir uns denn der frohen Hoffnung hingeben, daß das anbrechende zwanzigste Jahrhundert immer mehr jene Gegensätze ausgleichen und durch Ausbildung des reinen Monismus die ersehnte Einheit der Weltanschauung in weiten Kreisen verbreiten wird.“
Dabei war Haeckel kein strenger Atheist. Zwar lehnte er jeden Schöpfungsakt strikt ab (daher die Schärfe seiner Auseinandersetzung mit den Kreationisten, etwa mit Arnold Braß und dem Keplerbund), er kam jedoch aus einem christlichen Elternhaus und sah die Natur – bis hin zu anorganischen Kristallen – als beseelt an. Sein Monismus war der einer durchgeistigten Materie; er sah Gott als identisch mit dem allgemeinen Naturgesetz und vertrat einen durch Johann Wolfgang von Goethe und Spinoza inspirierten Pantheismus beziehungsweise Panpsychismus. In diesem Zusammenhang sprach er unter anderem von einem „Zellgedächtnis“ (Mneme) und „Kristallseelen“.
In Die Welträtsel zitiert Ernst Haeckel mehrmals seinen (heute wesentlich weniger bekannten) Kollegen Johann Gustav Vogt, vor allem bezüglich seiner Vorstellungen über Elektromagnetismus und einen universellen Äther. Gemäß Haeckel und Vogt besitzen Masse und Äther sowohl Empfindung als auch Willen, sie „empfinden Lust bei Verdichtung, Unlust bei Spannung; sie streben nach der ersteren und kämpfen gegen letztere“. Wegen dieses Weltbildes werden die beiden auch als hylozoistische Naturphilosophen bezeichnet.
Haeckel nahm im September 1904 am Internationalen Freidenker-Kongress in Rom teil, den 2000 Menschen besuchten. Dort wurde er anlässlich eines gemeinsamen Frühstücks feierlich zum „Gegenpapst“ ausgerufen. Bei einer folgenden Demonstration der Teilnehmer auf dem Campo de’ Fiori vor dem Denkmal Giordano Brunos befestigte Haeckel einen Lorbeerkranz am Denkmal. Haeckel nahm diese Ehrungen gerne an: „Noch nie sind mir so viele persönliche Ehrungen erwiesen worden, wie auf diesem internationalen Kongreß.“ Diese Provokation am Sitz des Papstes löste eine massive Kampagne und Anfeindungen von kirchlicher Seite aus. Insbesondere wurde seine wissenschaftliche Integrität in Frage gestellt, und er wurde als Fälscher und Betrüger dargestellt sowie als „Affen-Professor“ verhöhnt. Allerdings gaben 46 bekannte Professoren eine Ehrenerklärung für Haeckel ab.
Am 11. Januar 1906 wurde auf Haeckels Initiative der Deutsche Monistenbund in Jena gegründet, den Ernst Haeckel schon im September 1904 in Rom vorgeschlagen hatte. Mit dem Monistenbund fanden die bereits seit kurzer Zeit bestehenden, sehr heterogenen monistischen Bestrebungen einen übergreifenden organisatorischen Rahmen, der sich dezidiert auf eine naturwissenschaftliche Basis im Sinne Haeckels stellte, in den aber nicht alle Vertreter des Monismus eingebunden wurden. Haeckel wurde Ehrenpräsident des Deutschen Monistenbundes.
Ernst Haeckel gehörte zu den führenden Freidenkern und Vertretern eines naturwissenschaftlich orientierten Fortschrittsgedankens, wodurch seine Ideen nicht nur für rechte und national gesinnte, sondern auch für bürgerlich-liberale sowie linke Kreise attraktiv waren. Die Monisten um Haeckel hatten damals viele Anhänger; so zählten beispielsweise Ferdinand Tönnies, Henry van de Velde, Alfred Hermann Fried, Otto Lehmann-Rußbüldt, Helene Stöcker, Magnus Hirschfeld und Carl von Ossietzky dazu. Teile seiner Ideen wurden von Nationalsozialisten übernommen, die zwar den Monismus ablehnten, die sozialdarwinistischen Aspekte Haeckels jedoch gut für ihre Ideologie verwenden konnten.
Im Vorwort zu den 1905 veröffentlichten Wanderbildern (40 von ihm gemalte Aquarelle, eine Auswahl seiner über tausend auf Reisen angefertigten Gemälde, vornehmlich Landschaften) beklagte Haeckel auch eine zunehmende Zerstörung der Natur durch massenhafte Sommerreisen (Eisenbahn, Dampfschiffe oder Gasthöfe), was er als moderne „Völkerwanderung“ bezeichnete.

### Pazifismus und Friedensbewegung
Ernst Haeckel vertrat pazifistische Ideen. So unterstützte er die Friedensbewegung Bertha von Suttners (die die Werke Haeckels und Darwins las und die Evolutionslehre vertrat) durch Glückwunschadressen und Briefe. Im Jahr 1913 gründete Haeckel zusammen mit der französischen Orientalistin und Übersetzerin Henriette Meyer (1876–1946) die internationale Friedensvereinigung L’Institut Franco-Allemand de la Réconciliation und die Zeitschrift La Réconciliation, welche für einen andauernden Frieden zwischen Deutschland und Frankreich eintreten sollte. In einem Leitartikel „Vernunft und Krieg“ in La Réconciliation identifizierte er das Wettrüsten als Problem, das unaufhaltsam zu einem Krieg führen könne, und verurteilte den nationalen Chauvinismus, der Deutschland, Frankreich und Großbritannien erfasst hatte.
Haeckel war der Erste, welcher im September 1914 den Begriff Weltkrieg verwendete. Die Zeitung The Indianapolis Star zitierte schon am 20. September 1914 Haeckels Aussage. Zu Beginn des Ersten Weltkriegs verteidigte Haeckel die deutsche Beteiligung am Krieg und äußerte sich zunehmend nationalistisch. In Haeckels Sichtweise war vor allem England für den Ausbruch des Krieges verantwortlich, den Haeckel 1916 in einem Brief an seinen Neffen Konrad Huschke einen „schrecklichen Weltkrieg“ mit „furchtbaren Verlusten“ nannte. Haeckel unterzeichnete am 2. Oktober 1914 den kriegsbejahenden Aufruf „An die Kulturwelt!“, der von weiteren 92 Intellektuellen, darunter dem Physiker Max Planck und dem Schriftsteller Gerhart Hauptmann, unterschrieben wurde.

### Ethik und Zukunft
Die in den Welträtseln beschriebene monistische Ethik bleibt bei allem revolutionären Anspruch, wie Iring Fetscher anmerkt, im Umkreis erfüllbarer bürgerlicher Alltagstugenden stecken. Haeckel leitet aus dieser Ethik allerdings eine Utopie ab, die die Fortschritte von Wissenschaft und Technik auch gesellschaftlich nutzen möchte. Haeckel schreibt:
„Die höhere Cultur, der wir erst jetzt entgegen zu gehen anfangen, wird voraussichtlich die Aufgabe stets im Auge behalten müssen, allen Menschen eine möglichst glückliche, d. h. zufriedene Existenz zu verschaffen. Die vervollkommnete Moral, frei von allem religiösen Dogma und auf die klare Erkenntniß der Naturgesetze gegründet, lehrt uns die alte Weisheit der goldenen Regel („Welträthsel“ Kap. 19), mit den Worten des Evangeliums: „Liebe deinen Nächsten als dich selbst.“ Die Vernunft führt uns zu der Einsicht, daß ein möglichst vollkommenes Staatswesen zugleich die möglichst große Summe von Glück für jedes Einzelwesen, das ihm angehört, schaffen muß. Das vernünftige Gleichgewicht zwischen Eigenliebe und Nächstenliebe, zwischen Egoismus und Altruismus, wird das Ziel unserer monistischen Ethik. Viele barbarische Sitten und alte Gewohnheiten, die jetzt noch als unentbehrlich gelten: Krieg, Duell, Kirchenzwang u. s. w., werden verschwinden. Schiedsgerichte werden hinreichen, um in allen Rechtsstreitigkeiten der Völker, wie der Personen, den Ausgleich herbeizuführen. Das Hauptinteresse des Staates wird nicht, wie jetzt, in der Ausbildung einer möglichst starken Militärmacht liegen, sondern in einer möglichst vollkommenen Jugenderziehung auf Grund der ausgedehntesten Pflege von Kunst und Wissenschaft. Die Vervollkommnung der Technik, auf Grund neuer Erfindungen in der Physik und Chemie, wird die Lebensbedürfnisse allgemein befriedigen; die künstliche Synthese vom Eiweiß wird reiche Nahrung für Alle liefern. Eine vernünftige Reform der Ehe-Verhältnisse wird das Familienleben glücklicher gestalten.“
Haeckel zählt Mitleid und Sympathie zu den edelsten Gehirnfunktionen, welche zu den wichtigsten Bedingungen des sozialen Zusammenlebens sowohl bei Menschen als auch bei höheren Tieren gehören (Die Lebenswunder, 1904, S. 131). Er sieht das Gebot der Nächstenliebe, wenn auch nicht von Christus zuerst entdeckt, so doch zu Recht vom Christentum in den Vordergrund gestellt. Darin liegt nach ihm der hohe ethische Wert des Christentums, der auch dann noch fortdauern werde, wenn dessen übrige „morsche Dogmen“ längst in Trümmern zerfallen seien. Insbesondere wendet er sich gegen einen reinen Egoismus:
„Daher sind die modernen Propheten des reinen Egoismus, Friedrich Nietzsche, Max Stirner u. s. w. in biologischem Irrthum, wenn sie allein ihre „Herrenmoral“ an Stelle der allgemeinen Menschenliebe setzen wollen und wenn sie das Mitleid als eine Schwäche des Charakters oder als einen moralischen Irrthum des Christenthums verspotten.“

### Eugenik und Sozialdarwinismus
Weil sich Ernst Haeckel sehr dezidiert zu eugenischen Fragestellungen äußerte und dabei Selektionsmechanismen und Züchtungsgedanken ansprach, wird er von verschiedenen Historikern als einer der wichtigsten Wegbereiter der Rassenhygiene und Eugenik in Deutschland betrachtet.
In Haeckels Buch Die Lebenswunder (1904) heißt es etwa:
„Es kann daher auch die Tötung von neugeborenen verkrüppelten Kindern, wie sie z.B. die Spartaner behufs der Selection des Tüchtigsten übten, vernünftiger Weise gar nicht unter den Begriff des „Mordes“ fallen, wie es noch in unseren modernen Gesetzbüchern geschieht. Vielmehr müssen wir dieselbe als eine zweckmäßige, sowohl für die Betheiligten wie für die Gesellschaft nützliche Maßregel billigen.“
Oder:
„Hunderttausende von unheilbaren Kranken, namentlich Geisteskranke, Aussätzige, Krebskranke u. s. w. werden in unseren modernen Culturstaaten künstlich am Leben erhalten und ihre beständigen Qualen sorgfältig verlängert, ohne irgend einen Nutzen für sie selbst oder für die Gesammtheit.“
Haeckel griff die Idee auf, die Ausschaltung der Selektion durch die Medizin würde zu degenerativen Erscheinungen führen, und popularisierte sie in Deutschland. Dabei entwickelte er diese Überlegungen jedoch nicht wie Francis Galton in systematischer Weise. Vor allem vollzog er nicht wie Wilhelm Schallmayer und sein Freund Alfred Ploetz die „entscheidende Wende von der bloßen Diagnostik degenerativer Tendenzen zu einer therapeutischen Programmatik“. Haeckel blieb auf der Basis der Theorie Darwins bei der deduktiven Feststellung angeblicher degenerativer Tendenzen in den zivilisierten Gesellschaften und stellte noch keine Überlegungen über eine Gegenstrategie an. Zu stark war bei Haeckel der Glaube an die natürlichen Regulationsmechanismen im Evolutionsprozess ausgeprägt. Die Furcht vor einer längerfristigen „Entartung“ war bei späteren Eugenikern, vor allem im Dritten Reich, als Hauptmotiv viel stärker vorherrschend. Das von Haeckel vielzitierte Beispiel von Sparta und die von ihm bewunderte spartanische Praxis der „Beseitigung anormal geborener Säuglinge“ ordnen die Historiker Peter Weingart, Jürgen Kroll und Kurt Bayertz wie folgt ein:
„Haeckels Interesse etwa war rein theoretischer Art. Er führte die spartanische Menschenzüchtung als ein Beispiel für die Wirksamkeit des Selektionsprinzips in der menschlichen Gesellschaft an. Den so naheliegenden, sich aufdrängenden Schritt von der Theorie zur Praxis ging er nicht; obwohl er auf die kontraselektorischen Wirkungen der Zivilisation verwies, kam ihm nicht die Idee, die spartanische Menschenzüchtung als ein nachahmenswertes Vorbild zu nehmen, dem es auf der Basis und mit den Mitteln der modernen Selektionstheorie nachzueifern gelte.“
Der Historiker R. J. Richards bescheinigt Haeckel darüber hinaus, die Position vertreten zu haben, dass die Evolutionstheorie keine praktischen politischen Implikationen habe. So antwortet Haeckel etwa auf einen Angriff von Rudolf Virchow, welcher der Abstammungslehre sozialistische Tendenzen vorwirft:
„Uebrigens möchten wir bei dieser Gelegenheit nicht unterlassen darauf hinzuweisen, wie gefährlich eine derartige unmittelbare Uebertragung naturwissenschaftlicher Theorien auf das Gebiet der praktischen Politik ist. Die höchst verwickelten Verhältnisse unseres heutigen Culturlebens erfordern von dem praktischen Politiker eine so umsichtige und unbefangene Berücksichtigung, eine so gründliche historische Vorbildung und kritische Vergleichung, dass derselbe immer nur mit grösster Vorsicht und Zurückhaltung eine derartige Nutzanwendung eines „Naturgesetzes“ auf die Praxis des Culturlebens wagen wird.“
Otto Speck vertritt dagegen die Auffassung, dass Ernst Haeckel 1911 in Dresden eine eugenische Beratungsstelle eröffnete und sich sehr wohl um eine praktische Umsetzung der Rassenhygiene und Eugenik in der Politik bemühte. Er schreibt:
„Konkrete Ziele waren eine rassenhygienische Eheberatung und in politischer Hinsicht die Durchsetzung gesetzlicher Regelungen zur Sterilisierung fortpflanzungsunwürdiger Personen aus den unteren sozialen Schichten.“
Durch die Übertragung des darwinistischen Evolutions- und Selektionsprinzips auf menschliche Gesellschaften bereitete Ernst Haeckel in Deutschland, so verschiedene Wissenschaftler, den Boden für den Sozialdarwinismus. Der Soziologe Fritz Corner bezeichnete ihn 1975 als Vater des deutschen Sozialdarwinismus.
1899 bis 1903 fungierte Haeckel in dem Gremium eines von Friedrich Alfred Krupp angeregten und finanzierten Preisausschreibens zum Thema Was lernen wir aus den Prinzipien der Descendenztheorie in Beziehung auf die innerpolitische Entwickelung und Gesetzgebung der Staaten? Das Preisausschreiben gewann Wilhelm Schallmayer mit einer Arbeit, die 1903 als Vererbung und Auslese im Lebenslauf der Völker publiziert wurde; Haeckel hatte ihn darin bestärkt, seine Schrift im Sinne der Rassenhygiene auszurichten. Diese Arbeit spielte für die Verbreitung der sozialdarwinistischen Ideen in Deutschland eine besondere Rolle, weil sie in großem Maße zu einer Politisierung anthropologischer Themen beitrug.
Sozialdarwinistische Gründe mögen ihn auch die Todesstrafe begründen haben lassen.

### Euthanasie
Als einer der ersten deutschsprachigen Autoren, der die Tötung Schwerkranker – auf ihren Wunsch – und Schwerbehinderter – ohne ihre Zustimmung – forderte, wurde Haeckel auch zum Vordenker und Wegbereiter der freiwilligen und unfreiwilligen „Euthanasie“ in Deutschland. Schon lange vor der Programmschrift Die Freigabe der Vernichtung lebensunwerten Lebens von Alfred Hoche und Karl Binding (1920) hatte er über „die unheilbar an Geisteskrankheit, an Krebs oder Aussatz Leidenden, die selbst ihre Erlösung wünschen“, „neugeborene Kinder mit Defekten“ und „Mißgeburten“ unmissverständlich geschrieben: „Eine kleine Dosis Morphium oder Cyankalium würde nicht nur diese bedauernswerten Geschöpfe selbst, sondern auch ihre Angehörigen von der Last eines langjährigen, wertlosen und qualvollen Daseins befreien“.

### Kritik
Haeckel wird vorgeworfen, immer wieder seine Autorität als Naturwissenschaftler missbraucht zu haben, um seine politischen Ideen zu legitimieren. Allerdings verneinte Haeckel eine politische Rolle: „Ich selbst bin nichts weniger als Politiker. […] Ich werde daher weder in Zukunft eine politische Rolle spielen, noch habe ich früher jemals einen Versuch dazu gemacht.“
Sein biogenetisches Grundgesetz von 1866 wird von der modernen Biologie in seiner Schlussfolgerung als widerlegt betrachtet. Es ist keinesfalls ein Naturgesetz, wie zunächst von Baer und Haeckel postuliert wurde. Dennoch hat die Beobachtung einer scheinbaren Rekapitulation der Entwicklungsstadien der Organismen nach wie vor eine Bedeutung. Sie zeigt eine Verwandtschaft der betrachteten Arten auf und ist, wenn auch kein Gesetz, so doch eine wiederholbare und belegbare morphologische Beobachtung. Auch die bekannten Lehrbuchautoren Rüdiger Wehner und Walter Gehring schreiben in ihrem Lehrbuch Zoologie:
„Die Form freilich, die Haeckel (1834–1919) in seiner ‚biogenetischen Grundregel‘ (1866) diesem Sachverhalt prägnant, aber stark vergröbernd gegeben hat, daß nämlich die Ontogenese eines Organismus die Rekapitulation seiner Phylogenese bedeute, beschreibt die Verhältnisse zu einseitig. Die Embryonalentwicklung jedes Organismus ist reich an Eigenanpassungen (Caenogenesen), die – wie die Keimhülle der Amnioten (Abb. 3.20) – den spezifischen Bedingungen des sich entwickelnden Embryos Rechnung tragen.“
Im Rahmen der 112. Jahrestagung der Deutschen Zoologischen Gesellschaft in Jena 2019 wurde die „Jenaer Erklärung“ veröffentlicht. Diese Erklärung, unterzeichnet von führenden Wissenschaftlern aus den Bereichen Evolutionsforschung, Genetik und Zoologie, stellt eine deutliche Kritik und Distanzierung von Haeckels Rassentheorien dar. Die Autoren der Erklärung betonen, dass das Konzept von „Rassen“ nicht biologisch begründet, sondern ein Produkt des Rassismus ist. Die Erklärung setzt sich kritisch mit der Rolle Haeckels in der Geschichte der Rassentheorie auseinander und fordert eine klare Abkehr von solchen Konzepten.
Die Haeckel zugeschriebene Neigung zur philosophischen Bewertung naturwissenschaftlicher Erkenntnisse soll mit dafür verantwortlich sein, dass seine Abbildungen biologischer Objekte teilweise bewusst verfälscht sind. In der Embryonenkontroverse unterstellte ihm daher unter anderem Wilhelm His bewussten Wissenschaftsbetrug. Andere Beobachter vermuten dagegen, dass die tendenzielle Deutung seiner embryologischen Beobachtungen als zu starke Schematisierung verstanden werden kann.
Haeckel entwickelte im hohen Alter während des Ersten Weltkrieges zudem einen polemischen deutschnationalen Chauvinismus, der sich besonders deutlich in seinem Text Ewigkeit äußert: „Ein einziger feingebildeter deutscher Krieger […] hat einen höheren intellektuellen und moralischen Lebenswert als hunderte von den rohen Naturmenschen, welche England und Frankreich, Russland und Italien ihnen gegenüberstellen.“
Bei der Gründung der Internationalen Gesellschaft für Rassen-Hygiene am 22. Juni 1905 wurde Haeckel (zusammen mit A. Weismann, A. Hegar und G. v. Bunge) zum Ehrenmitglied gewählt. Er gehörte dem Verein für das Deutschtum im Ausland, der Deutschen Kolonialgesellschaft und dem Deutschen Flottenverein an; er war Gründungsmitglied des Alldeutschen Verbands und von April 1891 bis Ende 1893 Mitglied des geschäftsführenden Ausschusses; und er war 1918 Mitglied der Deutschen Vaterlands-Partei.

## Wirkungsgeschichte: weltanschauliche Bedeutung und Ausbeutung
In der Historiographie bestehen zwei Extrempositionen zur politischen Einordnung des Darwinismus bzw. Sozialdarwinismus. Hans-Günther Zmarzlik (1963) zieht eine Linie von sozialdarwinistischen Entwürfen zu rechtsradikalen Ideologien. Der US-amerikanische Historiker Daniel Gasman und unabhängig davon Richard Weikart sehen in Haeckel gar einen Vordenker des Nationalsozialismus. In Bezug auf den Darwinismus kommt dagegen etwa Gunter Mann (1973) zu dem Urteil, der Darwinismus sei ein integraler Bestandteil der „marxistisch-kommunistisch-materialistischen Weltanschauung“ (Mann). Diese unterschiedlichen Zuschreibungen finden sich vereinnahmend oder ablehnend auch bei Gegnern und Befürwortern Haeckels.
Günter Altner (1981) schlägt ein Stufenmodell eines nicht zwangsläufigen Weges von Darwinismus zum Nationalsozialismus vor, das auch geeignet ist, Haeckels Beitrag zu bestimmen. Nach dem wissenschaftlichen Darwinismus bilden danach Sozialdarwinismus, Rassenhygiene und Rassenanthropologie die entscheidenden und zeitlich und logisch aufeinander folgenden Schritte. Haeckel liefert in diesem Modell relevante Beiträge zu den ersten drei Stufen: Im Rahmen des wissenschaftlichen Darwinismus bestimmt er die Stellung des Menschen innerhalb der Primaten; auf der Stufe des Sozialdarwinismus überträgt er biologische Vorstellungen auf gesellschaftliche Verhältnisse, wobei oftmals seine antiklerikale bzw. antikatholische Haltung den Ausschlag gibt. In der Rassenhygiene bleibe Haeckel im 19. Jahrhundert verfangen. Er fördere vor allem die Arbeit anderer Autoren. Bei dem Preisausschreiben „Was lernen wir von den Prinzipien der Deszendenztheorie?“ (1900) etwa förderte er den Arzt Wilhelm Schallmayer, der Haeckels eigene Thesen radikalisierte und dessen Schriften zu einem Grundpfeiler der angewandten Rassenhygiene in der Zeit des Nationalsozialismus wurden.
Das Konzept der „Rasse“ ist im deutschen Sprachraum im politischen und gesellschaftlichen Diskurs unbrauchbar geworden, seit dieser Begriff in der Zeit des Nationalsozialismus vor allem durch den Holocaust diskreditiert wurde. In den USA hingegen wird der Begriff „Race“ vom United States Census Bureau und dem Office of Management and Budget (OMB) der Bundesregierung bei Befragungen zur Volkszählung offiziell verwendet. Er wird hier in der Regel nicht mehr als biologistisches Konzept wahrgenommen, sondern die zugrundeliegende kulturelle Konstruktion wird seit den 1960er Jahren im wissenschaftlichen Diskurs immer mitgedacht.

### Die sozialistische Rezeption bis 1933
Haeckel wurde von verschiedenen Sozialdemokraten, Sozialisten und Anarchisten wie etwa Alfred Hermann Fried, Friedrich Albert Lange, August Bebel, Lenin, Otto Lehmann-Rußbüldt, Julius Schaxel, Helene Stöcker, Ferdinand Tönnies oder Henry van de Velde gelesen und diskutiert.
Karl Kautsky arbeitete programmatisch zu Rassenfragen, wobei er sich auf Haeckel bezog.
In der politischen Linken war man sich in Bezug auf die Einschätzung Haeckels keineswegs einig. So finden sich etwa im ersten Jahrgang der populärwissenschaftlich-sozialistischen Zeitschrift Urania (1925) bei drei Bezugnahmen auf Haeckel drei unterschiedliche Positionen. Robert Niemann würdigt Haeckel als nachbürgerlichen, entwicklungsgeschichtlich orientierten Freigeist, für Karl August Wittfogel ist Haeckel ein Ahnherr zur Zerstörung der alten Ideologie, „die das geistige Bollwerk der kapitalistischen Besitzverhältnisse bildet“. K. Schäfer kritisiert den Sozialdarwinismus bei der Rückführung der Ethik auf die Naturwissenschaft. Es könne nichts anderes als „waschechte kapitalistische Ethik“ herauskommen, und er belegt dies mit einem Zitat von Haeckel: „Der Darwinismus ist alles Andere eher als socialistisch!“ (S. 258). Allerdings stammt dieses Zitat Haeckels aus dessen Verteidigungsschrift gegen die heftigen Angriffe Rudolf Virchows. Virchow wandte sich, entgegen dem Bestreben Haeckels, gegen die Einführung darwinistischer Inhalte in Lehrpläne für höhere Schulen und Universitäten und versuchte den Darwinismus dadurch zu diskreditieren, indem er ihn mit Sozialismus und Kommunismus in Verbindung brachte, ein in der unter dem Eindruck der chaotischen Geschehnisse während der Pariser Kommune stehenden Zeit schwerwiegender Vorwurf.
Für Lenin spielte Haeckel keine große Rolle, er findet lediglich in seiner Schrift Materialismus und Empiriokritizismus (1908) ausführliche Erwähnung, in Bezug auf Haeckels Buch Welträtsel. Dabei schließt sich Lenin der Kritik Franz Mehrings an, nach der die Unzulänglichkeit Haeckels darin bestehe, „daß er keine Ahnung vom historischen Materialismus hat und sich so zu einer Reihe haarsträubender Absurditäten sowohl über Politik als auch über eine monistische Religion usw. usf. versteigt“. Das Buch dient als Beweis für die Unfähigkeit des „naturwissenschaftlichen Materialismus, bei gesellschaftlichen Fragen mitzureden“. Die „starke Seite“ des Buches sei die Darstellung, die Haeckel „vom Siegeszug des naturwissenschaftlichen Materialismus gibt“.
Magnus Hirschfeld gewann Haeckel nach einem Besuch als Autor für sein Jahrbuch für sexuelle Zwischenstufen zum Thema menschliche Hermaphroditen.
Bedeutend sind auch die Beiträge, die Haeckels Nachlassverwalter Heinrich Schmidt für die Buchreihen des marxistischen Urania Verlages zum Thema Affenabstammung des Menschen, Kampf ums Dasein oder Fortpflanzung schrieb.

### Die nationalsozialistische Rezeption
Haeckels Privatsekretär Heinrich Schmidt wurde 1920, ein Jahr nach dem Tod Haeckels, dessen Nachlassverwalter und Direktor des Ernst-Haeckel-Hauses, das bis 1945 der Carl-Zeiss-Stiftung angeschlossen war, sowie Herausgeber der Monistischen Monatshefte. Nach dem Verbot dieser Zeitschrift 1933 durch die Nationalsozialisten gründete Schmidt die Zeitschrift Natur und Geist, Monatshefte für Wissenschaft, Weltanschauung und Weltgestaltung. Schmidt entwickelte sich zunehmend radikal-nationalistisch. In diesem Zusammenhang griff er auf zum Teil rassistische und nationalistische Argumente zurück, welche in ihrer Radikalität die Meinungen seiner Kollegen Ludwig Plate oder Hans F. K. Günther bei weitem übertrafen. Sein Versuch, das Ernst-Haeckel-Haus sowie die Person Haeckels im nationalsozialistischen Sinne umzugestalten beziehungsweise umzudeuten, scheiterte letztendlich. Über den Umweg der Zeitschrift Natur und Geist fanden weltanschauliche Argumente Einzug in das Standardwerk zur menschlichen Erblichkeitslehre und Rassenhygiene von Erwin Baur, Eugen Fischer und Fritz Lenz.
Weitere Wissenschaftler, die Haeckels Werk und dessen Popularität nach 1933 im nationalsozialistischen Sinne zu verwerten versuchten, waren beispielsweise Karl Astel, Lothar Stengel-von Rutkowski, Heinz Brücher, Victor Julius Franz, der Direktor des „Ernst-Haeckel-Hauses“, oder der nach dem Dritten Reich bedeutende Evolutionsbiologe Gerhard Heberer. Sie sammelten und publizierten nationalistische Texte und Bücher oder verwerteten antisozialistische, rassenkundliche oder eugenische Textstellen aus dem Gesamtwerk Haeckels. Dem unerwünschten „Märchen von Haeckels angeblicher „Judenfreundschaft“ “ versuchte Brücher ein Ende zu machen durch Hinweis auf Haeckels Meinung, dass „man sich gegen die russischen Juden energisch schützen sollte“ und dass die edlen Züge des Christus nicht semitisch seien, sondern „Grundzüge der höheren arischen Rasse“.
Für Brücher ist Haeckels Spätwerk Die Kristallseelen ein Musterbeispiel germanischer ganzheitlicher Forscherkunst, daher sei Haeckel nicht materialistisch. Er legte daneben eine umfangreiche Sippenforschung vor, in der er Haeckel auch rassenkundlich begutachtete. Haeckel sei vom Wesen her nordisch. Allerdings sieht er Probleme bei der „Erbgesundheit“ von dessen Familie (Haeckel war Vater einer behinderten Tochter).
Ganz anders der NS-Funktionär Günther Hecht, Repräsentant des Rassenpolitischen Amtes der NSDAP. Dieser erklärt den materialistischen Monismus Haeckels als unvereinbar mit dem Nationalsozialismus und durch die völkisch-biologische Sichtweise des Nationalsozialismus widerlegt, ähnlich auch Kurt Hildebrandt, ein der NS-Ideologie nahestehender Theoretiker der Rassenhygiene, der einen „ästhetischen Fundamentalismus“ in Engführung von Ideen des George-Kreises vertrat und eine „deutsche Kultur als Erfüllung des arischen Wesens“ heranzüchten wollte, um einem „westlichen Mechanismus“ zu begegnen. Hildebrandt nannte es eine „Illusion“ Haeckels, dass dieser an die „mechanistische Lösung“ der Welträtsel durch Darwins Abstammungslehre glaubte. Die weltanschaulichen Artikel Heberers etwa in „Volk und Rasse“ oder den „Nationalsozialistischen Monatsheften“ versuchen diesen Vorwurf abzuwehren und erinnern vor allem an die antiklerikale Position Haeckels, um diese im nationalsozialistischen Kirchenkampf zu nutzen. Letztlich kam es im Nationalsozialismus nicht zu einer einheitlichen von der NSDAP festgelegten Einschätzung des Werkes Haeckels.
Die Nationalsozialisten beriefen sich immer wieder auf vermeintlich wissenschaftliche Grundlagen, wobei insbesondere auch der „Sozialdarwinismus“ Haeckels vereinnahmt wurde. Haeckel setzte die Kulturgeschichte mit der Naturgeschichte gleich, da beide seiner Meinung nach den gleichen Naturgesetzen gehorchten. Diese Vorstellung soll Hitler stark beeindruckt haben – so jedenfalls die These von Daniel Gasman, The Scientific Origins of National Socialism, 1971:
„Hitler’s views on […] nature, eugenics […] and evolution […] coincide for the most part with those of Haeckel and are more than occasionally expressed in very much the same language.“
Die Thesen D. Gasmans sind allerdings in den letzten Jahren stark in Kritik geraten, so beispielsweise durch den Wissenschaftshistoriker R. J. Richards. Richards weist unter anderem auf „Richtlinien für die Bestandsprüfung in den Volksbüchereien Sachsens“ im Jahr 1935 hin, nach denen Schriften, „deren Inhalt die flache naturwissenschaftliche Aufklärung eines primitiven Darwinismus und Monismus ist (Haeckel und Nachschreiber […])“, in „deutschen Büchereien keinen Platz“ haben.

### Haeckel in der DDR
In der DDR wurde Haeckel, ein ausgesprochener Gegner eines egalitären Sozialismus, Bewunderer Otto von Bismarcks, Befürworter eines aggressiven deutschen Imperialismus, der in der Zeit des Nationalsozialismus als Pionier der Rassenhygiene verehrt worden war, von der Leitung des Ernst-Haeckel-Hauses zu einer progressiven Inspirationsquelle für den Realsozialismus stilisiert. So interpretierte Direktor Georg Schneider 1950 eine Zeichnung aus dem Jahre 1850 mit dem Titel „Nationalversammlung der Vögel“ des 16-jährigen Haeckel als dessen Anteilnahme an der innerpolitischen revolutionären Entwicklung Deutschlands. 1987 stellte Erika Krauße eine Verbindung der Schullehrer Haeckels mit der Revolution von 1848 her. In dieser Zeit war es nur einigen wenigen Autoren gestattet, über Haeckel zu publizieren. Die damaligen Beschreibungen schildern den Wissenschaftler ausschließlich als durchwegs progressiven materialistischen Denker, dessen philosophische Spekulationen Ähnlichkeiten mit Karl Marx’ Dialektischem Materialismus aufweisen.
Haeckels Erbe wirkte dabei in verschiedene Bereiche des gesellschaftlichen Lebens der DDR hinein. Dazu zählten Institutionsarbeit und Lernorte (u. a. Phyletisches Museum), Belletristik und Wissenschaftsbiographie, Berichterstattung in der Tagespresse, Fischerei-Forschung, Lehr- und Lernmaterialien sowie Veranstaltungsformen und Würdigungen bzw. Preisen. In Haeckels Geburtshaus in Potsdam war eine kleine Gedenkstätte eingerichtet. 1981 stiftete die Urania der DDR die Ernst-Haeckel-Medaille.

## Auszeichnungen
Im Dezember 1863 wurde Haeckel zum Mitglied der Leopoldina gewählt; zum 16. Februar 1864 (seinem 30. Geburtstag) erhielt er die Cothenius-Medaille der Leopoldina. 1870 wurde er zum korrespondierenden und 1891 zum auswärtigen Mitglied der Bayerischen Akademie der Wissenschaften gewählt. 1885 wurde er in die American Philosophical Society und 1888 als Ehrenmitglied (Honorary Fellow) in die Royal Society of Edinburgh aufgenommen. 1894 wurde er zum Ehrenmitglied des Nassauischen Vereins für Naturkunde ernannt. Die Accademia dei Lincei führte ihn seit 1899 als auswärtiges Mitglied.
Die Royal Society verlieh ihm 1900 die Darwin-Medaille „für seine langanhaltende und hochbedeutsame Arbeit in der Zoologie, die stets vom Geist des Darwinismus inspiriert war“ (Original: For his long-continued and and highly important work in zoology all of which has been inspired by the spirit of Darwinism).

## Nachwirken

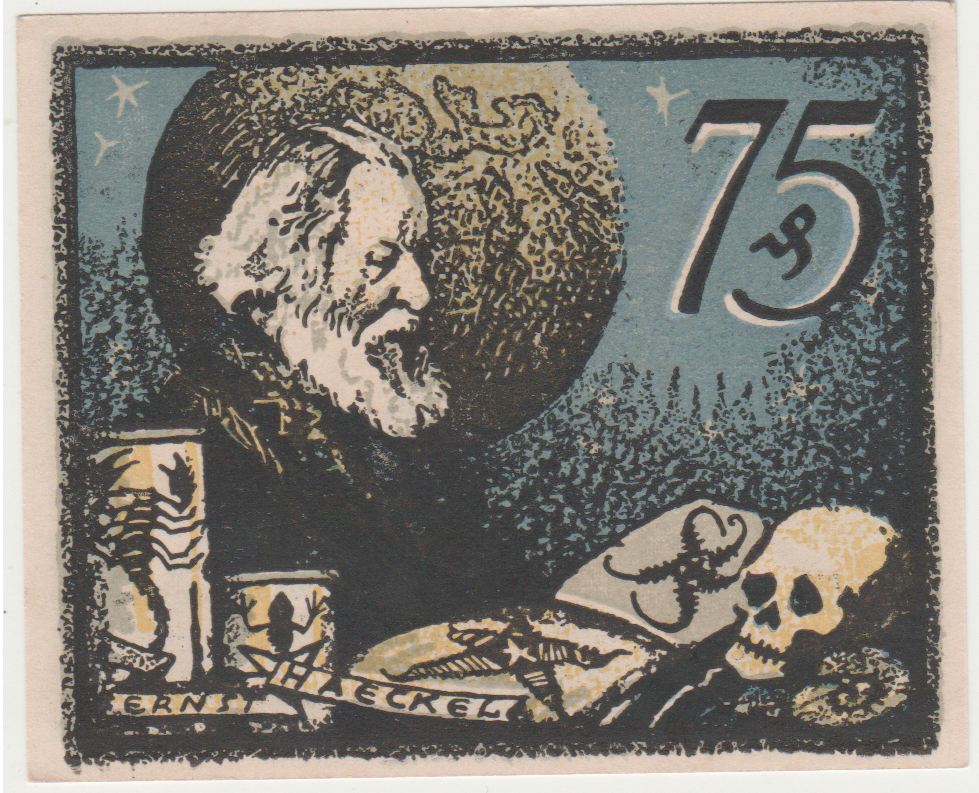
Ernst Haeckel auf einem Notgeldschein aus Jena, von 1921.

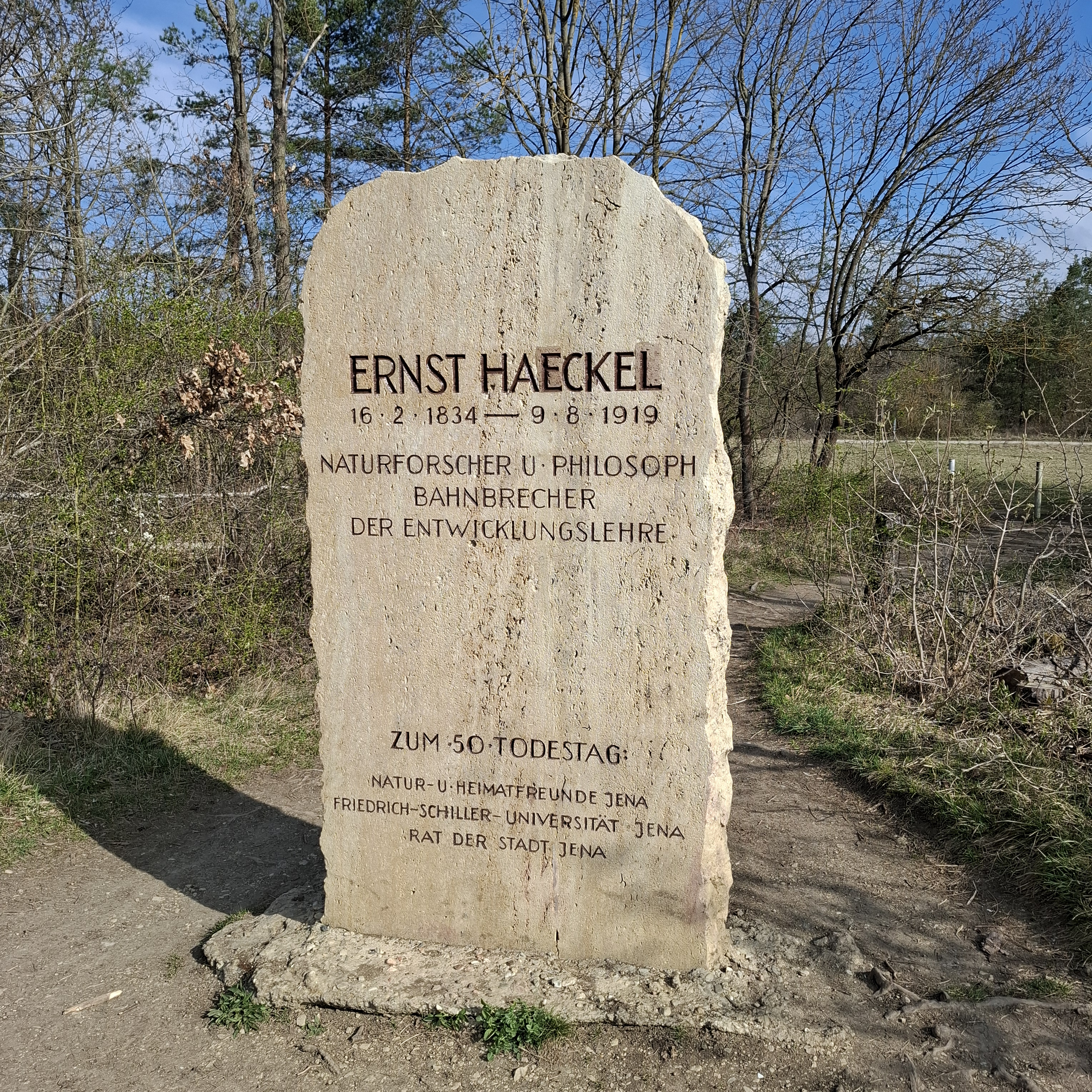
Haeckelstein in Jena
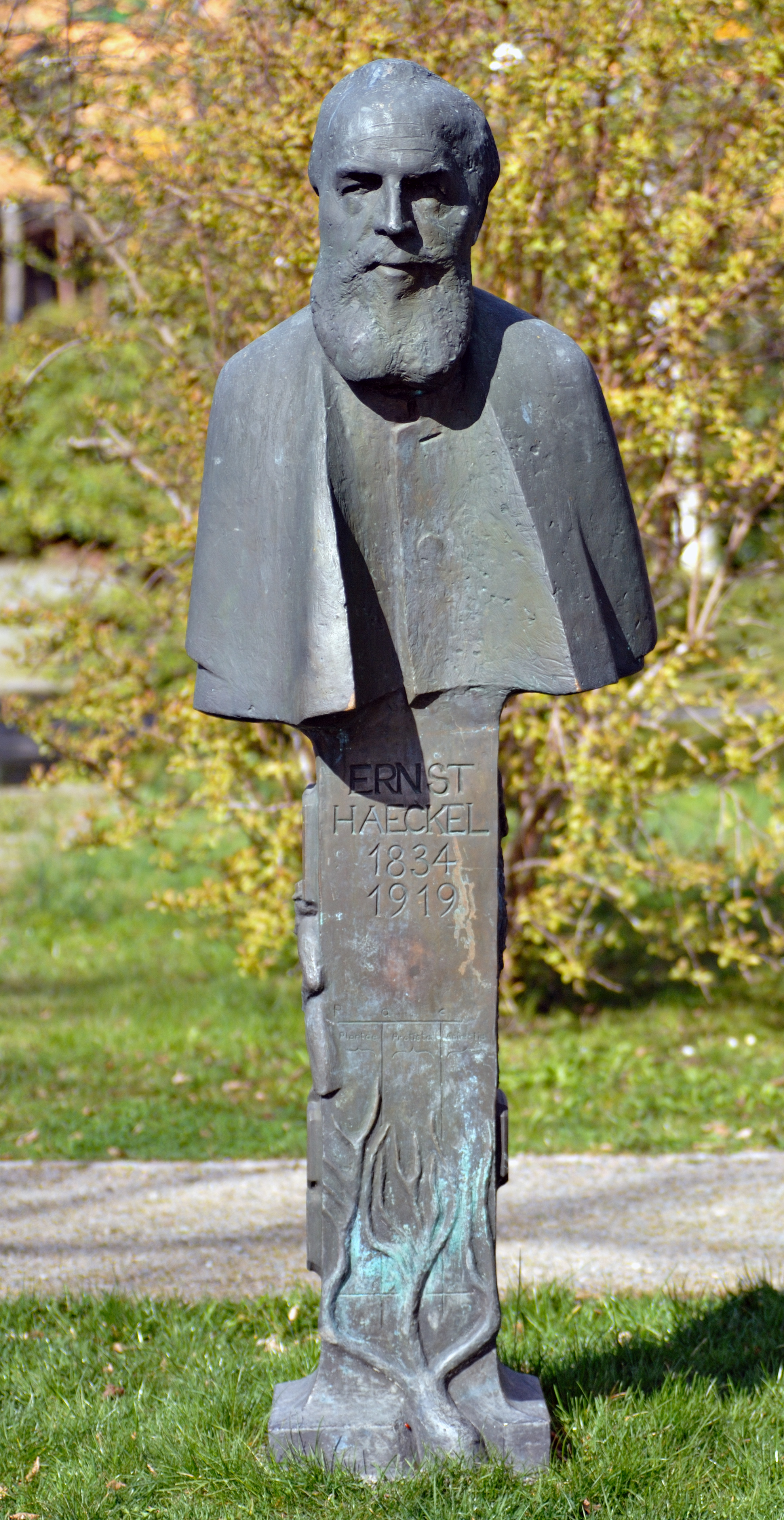
Statue im Botanischen Garten Chemnitz
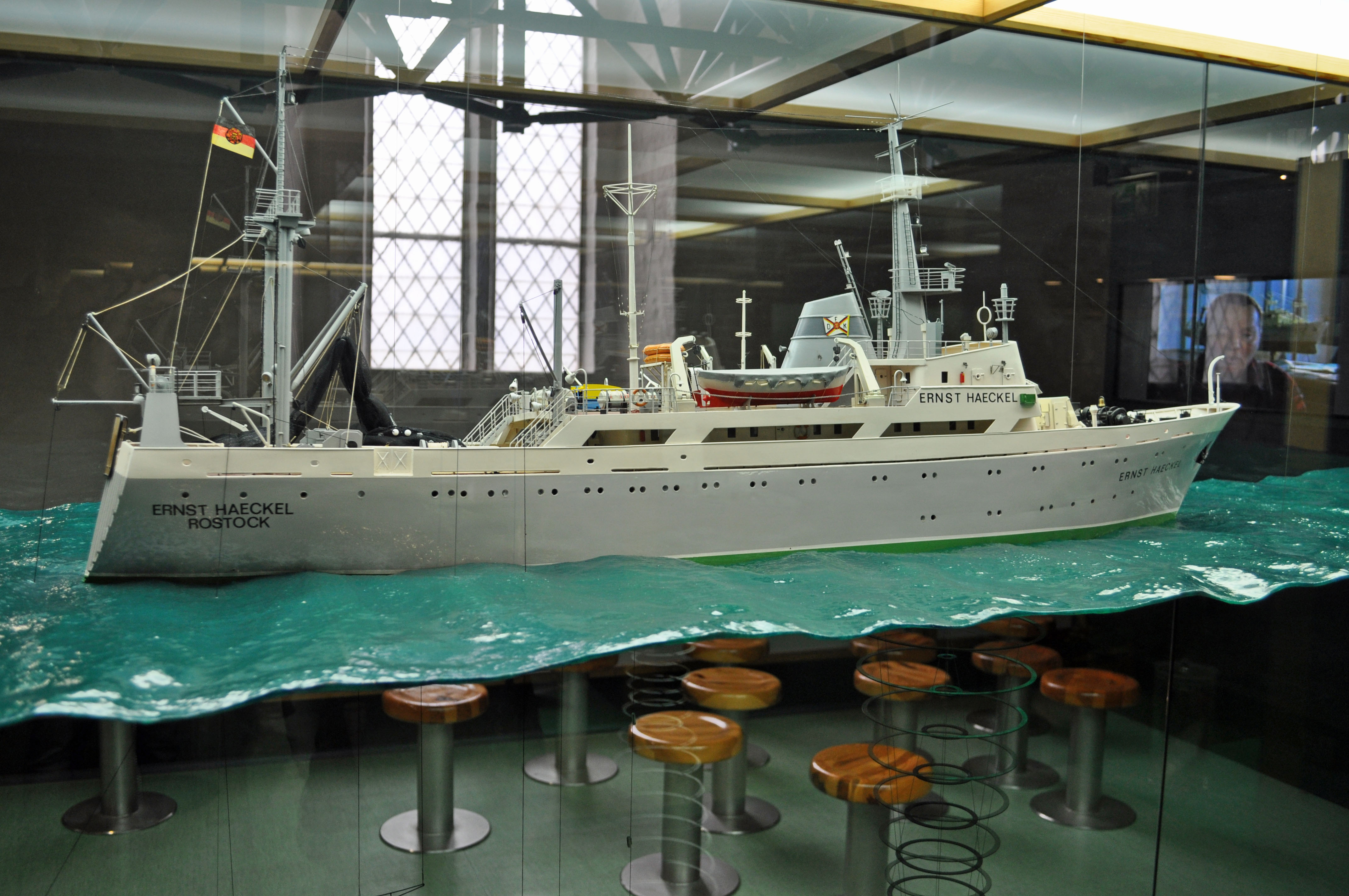
Modell des Schiffs Ernst Haeckel im Meeresmuseum Stralsund

Am 31. Oktober 1920 wurde das „Ernst-Haeckel-Haus“ in seiner ehemaligen Villa Medusa in Jena eröffnet.
Am 17. Mai 1963 stellte die DDR das Fischereiforschungsschiff Ernst Haeckel in Dienst. Eine Historikerkommission der Stadt Graz beurteilte Haeckel 2017 kritisch. Als Begründung gab die Kommission an, Haeckel sei Mitbegründer der nationalistischen, kriegsbejahenden „Deutschen Vaterlandspartei“ gewesen und in der Forschung würde ihm seine Einstellung gegenüber Eugenik und Euthanasie zur Last gelegt. Zusätzlich seien öffentliche antisemitische Äußerungen von Haeckel bekannt.
Im Nachlass von Nikolai Miklucho-Maclay, einem Studenten Haeckels, wurde die Mitschrift einer Vorlesung Haeckels über „Paleontologie“ von 1866 entdeckt, die 2022 veröffentlicht wurde. Das Buch gibt sowohl den Text der Mitschrift wieder als auch die von Miklucho-Maclay von der Tafel in die Mitschrift übertragenen Zeichnungen Haeckels:
- Ingmar Werneburg, Uwe Hoßfeld, Christian Udo Rehm, Georgy Levit (Hg.): Vorlesung über Paleontologie von Ernst Haeckel. Die Vorlesungsmitschrift von Nikolai Nikolajewitsch Miklucho-Maclay aus dem Sommersemester 1866. Scidinge Hall, Tübingen 2022. ISBN 978-3-947020-17-1.[125]

## Schriften (Auswahl)
Umfassendes Schriftenverzeichnis bis 1918 bei Thilo Krumbach: Die Schriften Ernst Haeckels. In: Der gerechtfertigte Haeckel. Einblicke in seine Schriften […]. Hg. Gerhard Heberer. Stuttgart 1968, DNB 456727434, S. 15–22. (Nachdruck aus: Die Naturwissenschaften. Organ der Max-Planck-Gesellschaft usw., Band 7, 1919, S. 961–966.)
- Ueber die Eier der Scomberosoces. In: Archiv für Anatomie, Physiologie und wissenschaftliche Medicin 1855, S. 23–31 und Tafel IV, V.
- Aus dem pathologisch-anatomischen Curse des Prof. Virchow in Würzburg. In: Wiener Medizinische Wochenschrift, 6. Jg. 1856
  - I. Ueber die Beziehungen des Typhus zur Tuberculose, Spalte 1–5 und 17–20.
  - II. Fibroid des Uterus, Spalte 97–101.
  - III. Ueber chronische Affektionen des Uterus und der Eierstöcke, Spalte 180–184.
- De telis quibusdam Astaci fluviatilis. Dissertatio inauguralis histologica, die VII M. Martini A. Berolini, 1857. online
- Ueber die Gewebe des Flusskrebses. In: Archiv für Anatomie, Physiologie und wissenschaftliche Medicin. 1857, S. 469–568, Tafel XVIII, XIX.
- Beiträge zur normalen und pathologischen Anatomie der Plexus choroides. In: Archiv für pathologische Anatomie und Physiologie und für klinische Medicin. 16. Band (N.F. 6. Band) 1859, S. 253–289 und Taf. VIII.
- Ueber die Augen und Nerven der Seesterne. In: Zeitschrift für wissenschaftliche Zoologie 10. Band, 1860, S. 183–190 mit Tafel XI.
- Reiseskizzen aus Sicilien. In: Zeitschrift für allgemeine Erdkunde. Neue Folge 8. Band, 1860, S. 433–468.
- [Auszug aus einer Abhandlung:] Über neue, lebende Radiolarien des Mittelmeeres. In: Monatsberichte der Königlichen Preuss. Akademie der Wissenschaften zu Berlin. Aus dem Jahre 1860. Berlin 1861, S. 794–817 und 835–845.
- De Rhizopodum finibus et ordinibus. Dissertatio pro venia legendi impetranda. (Habilitation Jena 4. März 1861.) Berlin 1861. Digitalisat.
- Die Radiolarien. (Rhizopoda radiaria). Eine Monographie. Textband und Atlas. Berlin 1862.
- Ueber die Entwickelungstheorie Darwinʼs. Vortrag 19. September 1863. In: Amtlicher Bericht über die acht und dreissigste Versammlung deutscher Naturforscher und Ärzte in Stettin im September 1863. Stettin 1864, S. 17–30.
- Beiträge zur Kenntniss der Corycaeiden. In: Jenaische Zeitschrift für Medicin und Naturwissenschaft. Band 1, 1864, S. 61–112, Tafel I–III.
- Beschreibung neuer craspedoter Medusen aus dem Golf von Nizza. In: Jenaische Zeitschrift für Medicin und Naturwissenschaft. Band 1, 1864, S. 325–342.
- Die Familie der Rüsselquallen (Medusae Geryonidae). In: Jenaische Zeitschrift für Medicin und Naturwissenschaft. Band 1. 1864, S. 435–469 Tafel XI, XII.
- Über eine neue Form des Generationswechsels bei den Medusen und über die Verwandtschaft der Geryoniden und Aeginiden. In: Monatsberichte der Königlichen Preuss. Akademie der Wissenschaften zu Berlin. Aus dem Jahre 1865. Berlin 1866, S. 85–94.
- Ueber den Sarcodekörper der Rhizopoden. In: Zeitschrift für wissenschaftliche Zoologie. 15. Band, 1865, S. 342–370, Tafel XXVI.
- Über fossile Medusen. In: Zeitschrift für wissenschaftliche Zoologie. Band XV. 1865, S. 504–514.
- Die Familie der Rüsselquallen (Medusae Geryonidae). In: Jenaische Zeitschrift für Medicin und Naturwissenschaft. Band 2. 1865, S. 93–202 und 263–322. (Fortsetzung und Schluss).
- Beiträge zur Naturgeschichte der Hydromedusen. Heft I. Die Familie der Rüsselquallen (Medusae Geryonidae). Eine Monographie. Leipzig 1865. (Abdruck aus Jenaische Zeitschrift für Medicin und Naturwissenschaft 1864 und 1865.) online
- Generelle Morphologie der Organismen. Allgemeine Grundzüge der organischen Formen-Wissenschaft, mechanisch begründet durch die von Charles Darwin reformirte Descendenz-Theorie. Georg Reimer, Berlin 1866.
  - Erster Band: Allgemeine Anatomie der Organismen. Digitalisat.
  - Zweiter Band: Allgemeine Entwickelungsgeschichte der Organismen. Digitalisat.
- Ueber die Entstehung und den Stammbaum des Menschengeschlechts. Zwei Vorträge. Berlin 1868. Digitalisat.
- Vorwort zu: Über den Ursprung der Sprache von W. H. J. Bleek[126]. Hermann Böhlau, Weimar 1868, S. III–VIII.
- Natürliche Schöpfungsgeschichte. Gemeinverständliche wissenschaftliche Vorträge über die Entwickelungslehre im Allgemeinen und diejenige von Darwin, Goethe und Lamarck im Besonderen, über die Anwendung derselben auf den Ursprung des Menschen und andere damit zusammenhängende Grundfragen der Naturwissenschaft. Georg Reimer, Berlin 1868. Digitalisat.
  - Natürliche Schöpfungsgeschichte. Mit einer autobiographischen Skizze als Einleitung. Erster Teil und Zweiter Teil. (Ernst Haeckel Gemeinverständliche Werke. Herausgegeben von Heinrich Schmidt-Jena. 1. und 2. Band. Alfred Kröner, Leipzig und Carl Henschel, Berlin.) Leipzig und Berlin 1924.
- Zur Entwickelungsgeschichte der Siphonophoren. Eine von der Utrechter Gesellschaft für Kunst und Wissenschaft gekrönte Preisschrift. Utrecht 1869. Digitalisat.
- Studien über Moneren und andere Protisten, nebst einer Rede über Entwickelungsgang und Aufgabe der Zoologie. (Biologische Studien, Erstes Heft.) Wilhelm Engelmann, Leipzig 1870. Digitalisat.
- Die Kalkschwämme. Eine Monographie in zwei Bänden Text und einem Atlas. Georg Reimer, Berlin 1872. Digitalisate.
- Anthropogenie oder Entwickelungsgeschichte des Menschen. Gemeinverständliche wissenschaftliche Vorträge über die Grundzüge der menschlichen Keimes- und Stammes-Geschichte. Wilhelm Engelmann, Leipzig 1874. Digitalisat.
- Ziele und Wege der heutigen Entwickelungsgeschichte. Leipzig: Dufft 1875. Digitalisat.
- Arabische Korallen. Ein Ausflug nach den Korallenbänken des Rothen Meeres und ein Blick in das Leben der Korallenthiere. Berlin 1876, Digitalisat.
- Die Perigenesis der Plastidule oder die Wellenzeugung der Lebenstheilchen. Ein Versuch zur mechanischen Erklärung der elementaren Entwickelungs-Vorgänge. Georg Reimer, Berlin 1876. Digitalisat.
- Studien zur Gastraea-Theorie. (Biologische Studien, Zweites Heft.) Hermann Dufft, Jena 1877. Digitalisat.
- Ueber die heutige Entwickelungslehre im Verhältnisse zur Gesammtwissenschaft. In: Amtlicher Bericht der 50. Versammlung deutscher Naturforscher und Aerzte in München vom 17. bis 22. September 1877. München 1877, S. 14–22.
- Freie Wissenschaft und freie Lehre. Eine Entgegnung auf Rudolf Virchowʼs Münchener Rede über „Die Freiheit der Wissenschaft im modernen Staat“. Stuttgart 1878. Digitalisat.
- Gesammelte populäre Vorträge aus dem Gebiete der Entwickelungslehre. Erstes Heft, Bonn 1878; Zweites Heft, Bonn 1879. (Digitalisate)
- Indische Reisebriefe. Berlin, Paetel, 1883. Digitalisat.
- Report on the Scientific Results of the Voyage of H.M.S. Challenger during the Years 1873–1876.
  - Vol. 4, Part 12: Deep-Sea Medusae. 1882.
  - Vol. 18, Parts 1 and 2: Radiolaria. 1887.
  - Vol. 28: Siphonophorae. 1888.
  - Vol. 32, Part 82: Deep-Sea Keratosa. 1889.
- Die Radiolarien (Rhizopoda radiaria.). Eine Monographie.
  - Zweiter Theil. Grundriss einer allgemeinen Naturgeschichte der Radiolarien. Georg Reimer, Berlin 1887. Digitalisat.
  - Dritter Theil. Die Acantharien oder Actipyleen Radiolarien. Berlin 1888. Digitalisat.
  - Vierter Theil. Die Phaeodarien oder Cannopyleen Radiolarien. 1888. Digitalisat.
- Ethik und Weltanschauung. In: Die Zukunft. 1. Band 1892, S. 309–315.
- Die Weltanschauung des neuen Kurses. In: Freie Bühne für den Entwickelungskampf der Zeit. 3. Jg. 1892, S. 305–313.
- Der Monismus als Band zwischen Religion und Wissenschaft. Glaubensbekenntniss eines Naturforschers, vorgetragen am 9. October 1892 […]. Bonn 1892. Digitalisat.
- Zur Phylogenie der australischen Fauna. Systematische Einleitung. In: Zoologische Forschungsreisen in Australien und dem malayischen Archipel. Ausgeführt in den Jahren 1891–1893 von Richard Semon. Erster Band: Ceratodus. Text. Gustav Fischer, Jena [1893], S. I–XXIV.
- [Interview]. In: Hermann Bahr: Der Antisemitismus. Ein internationales Interview. Berlin 1894, S. 62–69.
- Systematische Phylogenie. Entwurf eines Natürlichen Systems der Organismen auf Grund ihrer Stammesgeschichte.
  - Erster Theil: Systematische Phylogenie der Protisten und Pflanzen. Berlin 1894. Digitalisat.
  - Zweiter Theil: Systematische Phylogenie der wirbellosen Thiere (Invertebrata). Berlin 1896. Digitalisat.
  - Dritter Theil: Systematische Phylogenie der Wirbelthiere (Vertebrata). Berlin 1895. Digitalisat.
- Die Wissenschaft und der Umsturz. In: Die Zukunft. Band 10 (3. Jg., 1895, 1. Quartal), S. 197–206.
- Thomas Huxley. In: Die Zukunft. Band 12 (3. Jg., 1895, 3. Quartal), S. 155–163.
- Die Amphorideen und Cystoideen. Beiträge zur Morphologie und Phylogenie der Echinodermen. In: Festschrift zum siebenzigsten Geburtstage von Carl Gegenbaur am 21. August 1896. Erster Band. Leipzig 1896, S. 1–180, mit Tafeln.
- Das Challenger-Werk. In: Deutsche Rundschau. Band 86 (Jg. 22, 1896, 1. Quartal), S. 232–248.
- Fritz Müller-Desterro. Ein Nachruf. In: Jenaische Zeitschrift für Naturwissenschaft. 31. Band (N. F., 24. Band), 1898, S. 156–173.
- Ueber unsere gegenwärtige Kenntniss vom Ursprung des Menschen. Vortrag gehalten auf dem Vierten Internationalen Zoologen-Congress in Cambridge, am 26. August 1898. Emil Strauss, Bonn 1898. Digitalisat.
- Die Welträthsel. Gemeinverständliche Studien über Monistische Philosophie. Bonn 1899. Digitalisat. (Digitalisat und Volltext im Deutschen Textarchiv).
- Kunstformen der Natur. Bibliographisches Institut, Leipzig 1899–1904. Digitalisate.
  - Zweite, verkürzte Ausgabe 1924. Digitalisat.
  - Kunstformen der Natur. Marix, Wiesbaden 2004, ISBN 3-937715-17-7 (nach der Originalausgabe von 1904, neu gesetzt, überarbeitet und eingeleitet).
- Aus Insulinde. Malayische Reisebriefe. Strauß, Bonn 1901. Digitalisat.
- Die Lebenswunder. Gemeinverständliche Studien über Biologische Philosophie. Ergänzungsband zu dem Buche über die Welträthsel. Alfred Kröner Verlag, Stuttgart 1904. Digitalisat.
- Der Kampf um den Entwickelungs-Gedanken. Drei Vorträge, gehalten am 14., 16. und 19. April 1905 im Saale der Sing-Akademie zu Berlin. Reimer, Berlin 1905. Digitalisat.
- Wanderbilder. Nach eigenen Aquarellen und Ölgemälden. Erste, zweite und dritte Serie. Die Naturwunder der Tropenwelt. Ceylon und Insulinde. Gera-Untermhaus, W. Koehler’sche Verlagsbuchhandlung (1905).
- Unsere Ahnenreihe. (Progonotaxis hominis.) Kritische Studien über phyletische Anthropologie. Festschrift zur 350-jährigen Jubelfeier der Thüringer Universität Jena und der damit verbundenen Übergabe des Phyletischen Museums am 30. Juli 1908. Jena 1908. Digitalisat.
- Sandalion. Eine offene Antwort auf die Fälschungs-Anklagen der Jesuiten, 1910. Digitalisat.
- Mein Kirchenaustritt. Zuschrift an das „Freie Wort“ [mit Datum 25. November 1910]. In: Das freie Wort. Frankfurter Halbmonatsschrift für Fortschritt auf allen Gebieten des geistigen Lebens. 10. Jg. April 1910 – April 1911, S. 714–717.
- Das Phyletische Archiv in Jena. In: Das freie Wort. Frankfurter Halbmonatsschrift für Fortschritt auf allen Gebieten des geistigen Lebens. 11. Jg. April 1911 – April 1912, S. 24–30.
- Gonochorismus und Hermaphrodismus. Ein Beitrag zur Lehre von den Geschlechts-Umwandlungen (Metaptosen). In: Jahrbuch für sexuelle Zwischenstufen, 13. Jg. 1913, S. 259–287.
- Gott-Natur (Theophysis). Studien über monistische Religion. 1914.
  - Kommentierter Nachdruck von Olaf Breidbach und Uwe Hoßfeld. Steiner, Stuttgart 2008, ISBN 978-3-515-09163-3. (Inhaltsverzeichnis)
- Englands Blutschuld am Weltkriege. Oskar Kayser, Eisenach 1914. Digitalisat. (Nachdruck aus Jenaer Volksblatt Nr. 189 vom 14. August 1914, [2. Blatt], 1. u. 2. Seite, und Das monistische Jahrhundert vom 15. September 1914, S. 538–548.)
- Ewigkeit. Weltkriegsgedanken über Leben und Tod, Religion und Entwicklungslehre. Georg Reimer, Berlin 1915. Digitalisat.
- Fünfzig Jahre Stammesgeschichte. Historisch-kritische Studien über die Resultate der Phylogenie. Gustav Fischer, Jena 1916. (Abdruck aus Jenaische Zeitschrift für Naturwissenschaft 54. Band 1916, 2. Heft.) Digitalisat.
- Kristallseelen. Studien über das anorganische Leben. Alfred Kröner Verlag, Leipzig 1917. Digitalisat.
- Ernst Haeckel: Ausgewählte Briefwechsel. Band 1. Familienkorrespondenz Februar 1839-Juli 1854, hrsg. und bearb. von Roman Göbel, Gerhard Müller und Claudia Taszus unter Mitarbeit von Thomas Bach, Jens Pahnke und Kathrin Polenz. Steiner, Stuttgart 2017, ISBN 978-3-515-11290-1 (Open Access PDF).
- Ernst Haeckel: Ausgewählte Briefwechsel. Historisch-kritische Ausgabe. Bd. 21. Korrespondenz zu Weltanschauung, Kunst und Literatur. Österreich und Schweiz Dezember 1870 – August 1894. Unter Mitarbeit von Daniela Prutscher (Mitarb.), Franz Steiner, Stuttgart 2025, ISBN 978-3-515-13884-0.

### Zum Familienleben
- Heinrich Haeckel: Persönliche Erinnerungen an Ernst Haeckel. In: Was wir Ernst Haeckel verdanken. Ein Buch der Verehrung und Dankbarkeit. Hg. Heinrich Schmidt. Band 2. Leipzig 1914, S. 383–390.
- Ernst Haeckel. Entwicklungsgeschichte einer Jugend. Briefe an die Eltern 1852/1856. [Herausgegeben und eingeleitet von Heinrich Schmidt.] K. F. Koehler, Leipzig 1921. Digitalisat.
- Ernst Haeckel. Italienfahrt. Briefe an die Braut 1859/1860. [Herausgegeben und eingeleitet von Heinrich Schmidt.] K. F. Koehler, Leipzig 1921. Digitalisat.
- Ernst Haeckel. Himmelhoch jauchzend… . Erinnerungen und Briefe der Liebe. Herausgegeben und eingeleitet von Heinrich Schmidt. Carl Reissner Verlag, Dresden 1927.
  - Unveränderter Neudruck 1929 unter dem Titel „Anna Sethe. Die erste Liebe eines berühmten Mannes in Briefen“.
- Walter Haeckel: Das Ernst Haeckel-Museum in Jena. Ein Gedenkblatt. Verlag Adolf Tienken, Pritzwalk o. J. [1927].
- Franziska von Altenhausen. Ein Roman aus dem Leben eines berühmten Mannes in Briefen aus den Jahren 1898/1903. Aus einem echten Briefwechsel gestaltet von Johannes Werner. Koehler & Amelang, Leipzig 1927.[127]
- Walter Haeckel: Agnes Haeckel geb. Huschke. Ernst Haeckels zweite Frau. Ein Nachtrag zu dem Briefwechselroman: Franziska von Altenhausen. Verlag Adolf Tienken, Pritzwalk o. J. [1930].
(Leicht bearbeiteter Nachdruck aus Die Drei. Monatsschrift für Anthroposophie, Dreigliederung und Goetheanismus. 9. Jg., 8. Heft, November 1929, S. 581–596.)
- Konrad Huschke: Ernst Haeckel. Erinnerungen und Eindrücke eines Neffen. In: Das Thüringer Fähnlein. Monatshefte für die mitteldeutsche Heimat. 7. Jg. 1938, Heft 2, S. 41–50.
- Konrad Huschke: Ernst und Agnes Haeckel. Ein Briefwechsel. Urania-Verlag, Jena 1950.
- Norbert Elsner (Hrsg.): Das ungelöste Welträtsel. Frida von Uslar-Gleichen und Ernst Haeckel. Band 1: Briefe und Tagebücher 1898–1900; Band 2: Briefe und Tagebücher 1900–1903; Band 3: Briefe der Familie, Dokumente und Anhang. ISBN 978-3-89244-377-3.  Wallstein-Verlag, Göttingen 2000. (Inhaltsverzeichnis Band 1, Band 3)
- Hilmar Gudziol: Familiengrabstätte Huschke – Die Kinder Huschke / Haeckel. (Schriftenreihe zu Gräbern bekannter Jenaer Persönlichkeiten auf dem Johannisfriedhof. Hrsg. Förderverein Johannisfriedhof Jena e. V., Heft 12/2.) Jena 2018.

## Zitate über Ernst Haeckel
- Charles Darwin: „Wäre die Natürliche Schöpfungsgeschichte erschienen, bevor meine Arbeit niedergeschrieben war, dann würde ich sie wahrscheinlich nie zu Ende geführt haben. Fast alle Schlüsse, zu denen ich gekommen, finde ich durch diesen Naturforscher bestätigt, dessen Kenntnisse in vielen Punkten viel vollkommener sind als die meinen.“ (Einleitung zu Die Abstammung des Menschen, Auflage 1870)
- Franz Mehring: „Uns scheint das Buch von sehr aktuellem Interesse auch für die sozialdemokratische Partei zu sein“ (zu Haeckels Buch Die Welträthsel, 1899/1900)
- Thomas Alva Edison: „Haeckel ist der größte unter den lebenden Menschen. Ich glaube absolut an seine Theorie.“
- Rudolf Steiner: „In … widerspruchsvoller Art leben zwei Wesen in Haeckel. Ein Mensch mit mildem, liebeerfülltem Natursinn, und dahinter etwas wie ein Schattenwesen mit unvollendet gedachten, engumgrenzten Ideen, die Fanatismus atmeten … Ein Menschenrätsel, das man nur lieben konnte, wenn man es sah; über das man oft in Zorn geraten konnte, wenn es urteilte.“ (Mein Lebensgang, 1925)